# Paray-le-Monial
Pour les articles homonymes, voir Paray.
Paray-le-Monial est une commune française située dans le département de Saône-et-Loire en région Bourgogne-Franche-Comté.
Elle est surnommée la « cité du Sacré-Cœur ».

## Géographie
Paray-le-Monial est une ville qui se situe dans la partie sud-ouest de Saône-et-Loire, au cœur du Charolais, dans une plaine que forment au nord-ouest des monts du Brionnais, la Loire, l'Arroux et la Bourbince.
La ville est traversée par la Bourbince et le canal du Centre.
Parmi l'ensemble urbain que forme la ville, tel qu'il s'est constitué au fil de l'histoire, on distingue : le coteau, près de la Bourbince le prieuré, un bourg orthogonal de lotissement très dense, un cheminement extérieur au nord avec accès au port et au gué de la Bourbince, au nord une ville neuve très proche et, enfin, plusieurs faubourgs.

### Communes limitrophes
| Vitry-en-Charollais | Saint-Léger-lès-Paray | Volesvres |
|                     | Paray-le-Monial       | Hautefond |
| Saint-Yan           | Poisson               | Nochize   |

### Climat
Pour des articles plus généraux, voir Climat de la Bourgogne-Franche-Comté et Climat de Saône-et-Loire.
En 2010, le climat de la commune est de type climat océanique altéré, selon une étude du Centre national de la recherche scientifique s'appuyant sur une série de données couvrant la période 1971-2000. En 2020, Météo-France publie une typologie des climats de la France métropolitaine dans laquelle la commune est toujours exposée à un climat océanique altéré et est dans la région climatique Centre et contreforts nord du Massif Central, caractérisée par un air sec en été et un bon ensoleillement.
Pour la période 1971-2000, la température annuelle moyenne est de 10,7 °C, avec une amplitude thermique annuelle de 17,2 °C. Le cumul annuel moyen de précipitations est de 873 mm, avec 11,7 jours de précipitations en janvier et 7,5 jours en juillet. Pour la période 1991-2020, la température moyenne annuelle observée sur la station météorologique de Météo-France la plus proche, « Saint-Yan », sur la commune de Saint-Yan à 8 km à vol d'oiseau, est de 11,5 °C et le cumul annuel moyen de précipitations est de 772,4 mm. 
La température maximale relevée sur cette station est de 41,7 °C, atteinte le 31 juillet 1983 ; la température minimale est de −24,2 °C, atteinte le 9 janvier 1985,,.
| Mois                                  | jan.             | fév.             | mars           | avril         | mai             | juin           | jui.            | août           | sep.            | oct.            | nov.             | déc.             | année      |
| ------------------------------------- | ---------------- | ---------------- | -------------- | ------------- | --------------- | -------------- | --------------- | -------------- | --------------- | --------------- | ---------------- | ---------------- | ---------- |
| Température minimale moyenne (°C)     | 0,2              | 0                | 2,1            | 4,4           | 8,3             | 11,9           | 13,8            | 13,5           | 9,8             | 7,2             | 3,3              | 0,8              | 6,3        |
| Température moyenne (°C)              | 3,6              | 4,3              | 7,6            | 10,4          | 14,3            | 18,1           | 20,3            | 20,1           | 15,9            | 12,2            | 7,2              | 4,1              | 11,5       |
| Température maximale moyenne (°C)     | 7,1              | 8,7              | 13,2           | 16,5          | 20,4            | 24,4           | 26,7            | 26,7           | 22,1            | 17,1            | 11,1             | 7,5              | 16,8       |
| Record de froid (°C) date du record   | −24,2 09.01.1985 | −23,6 15.02.1956 | −13,3 01.03.05 | −8,2 08.04.03 | −3,1 06.05.1957 | 0,3 02.06.1962 | 3,9 22.07.1980  | 1,7 24.08.1980 | −2,2 25.09.1972 | −8,1 30.10.1997 | −11,3 27.11.1955 | −16,9 31.12.1996 | −24,2 1985 |
| Record de chaleur (°C) date du record | 18,1 01.01.23    | 23,2 28.02.1960  | 25,9 31.03.21  | 28,8 30.04.05 | 33,4 25.05.09   | 39,7 27.06.19  | 41,7 31.07.1983 | 40,2 12.08.03  | 35,6 14.09.20   | 30,6 02.10.1985 | 23,6 07.11.1955  | 19,8 16.12.1989  | 41,7 1983  |
| Ensoleillement (h)                    | 65,3             | 88,7             | 146,6          | 167,7         | 197,9           | 226,9          | 247,6           | 230,3          | 167             | 111,8           | 66,1             | 52,1             | 1 767,7    |
| Précipitations (mm)                   | 51               | 42,5             | 49,5           | 60,7          | 82,4            | 67,5           | 71,6            | 72,1           | 68              | 73,5            | 76               | 57,6             | 772,4      |

| Diagramme climatique                                  |          |             |             |             |              |              |              |           |             |           |            |
| J                                                     | F        | M           | A           | M           | J            | J            | A            | S         | O           | N         | D          |
| 7,10,251                                              | 8,7042,5 | 13,22,149,5 | 16,54,460,7 | 20,48,382,4 | 24,411,967,5 | 26,713,871,6 | 26,713,572,1 | 22,19,868 | 17,17,273,5 | 11,13,376 | 7,50,857,6 |
| Moyennes : • Temp. maxi et mini °C • Précipitation mm |          |             |             |             |              |              |              |           |             |           |            |

Les paramètres climatiques de la commune ont été estimés pour le milieu du siècle (2041-2070) selon différents scénarios d'émission de gaz à effet de serre à partir des nouvelles projections climatiques de référence DRIAS-2020. Ils sont consultables sur un site dédié publié par Météo-France en novembre 2022.

## Urbanisme

### Typologie
Au 1er janvier 2024, Paray-le-Monial est catégorisée petite ville, selon la nouvelle grille communale de densité à sept niveaux définie par l'Insee en 2022.
Elle appartient à l'unité urbaine de Paray-le-Monial, une agglomération intra-départementale regroupant deux  communes, dont elle est ville-centre,,. Par ailleurs la commune fait partie de l'aire d'attraction de Paray-le-Monial, dont elle est la commune-centre,. Cette aire, qui regroupe 19 communes, est catégorisée dans les aires de moins de 50 000 habitants,.

### Occupation des sols
L'occupation des sols de la commune, telle qu'elle ressort de la base de données européenne d’occupation biophysique des sols Corine Land Cover (CLC), est marquée par l'importance des territoires agricoles (54,3 % en 2018), en diminution par rapport à 1990 (58 %). La répartition détaillée en 2018 est la suivante : prairies (46,5 %), forêts (18,7 %), zones urbanisées (18,1 %), zones industrielles ou commerciales et réseaux de communication (7 %), zones agricoles hétérogènes (6,7 %), espaces verts artificialisés, non agricoles (1,9 %), terres arables (1,1 %). L'évolution de l’occupation des sols de la commune et de ses infrastructures peut être observée sur les différentes représentations cartographiques du territoire : la carte de Cassini (XVIIIe siècle), la carte d'état-major (1820-1866) et les cartes ou photos aériennes de l'IGN pour la période actuelle (1950 à aujourd'hui).

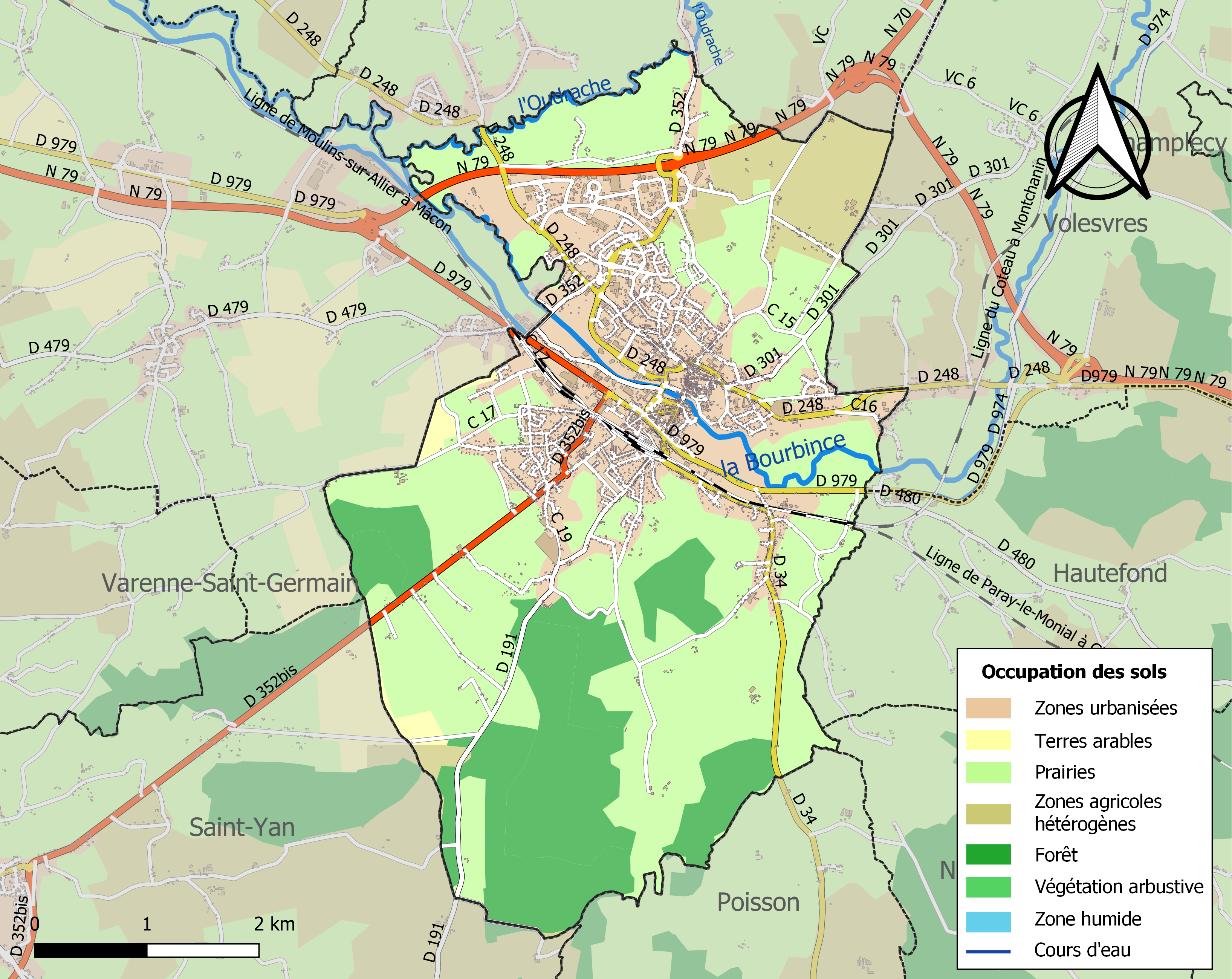
Carte des infrastructures et de l'occupation des sols de la commune en 2018 (CLC).

### Voies de communication et transports

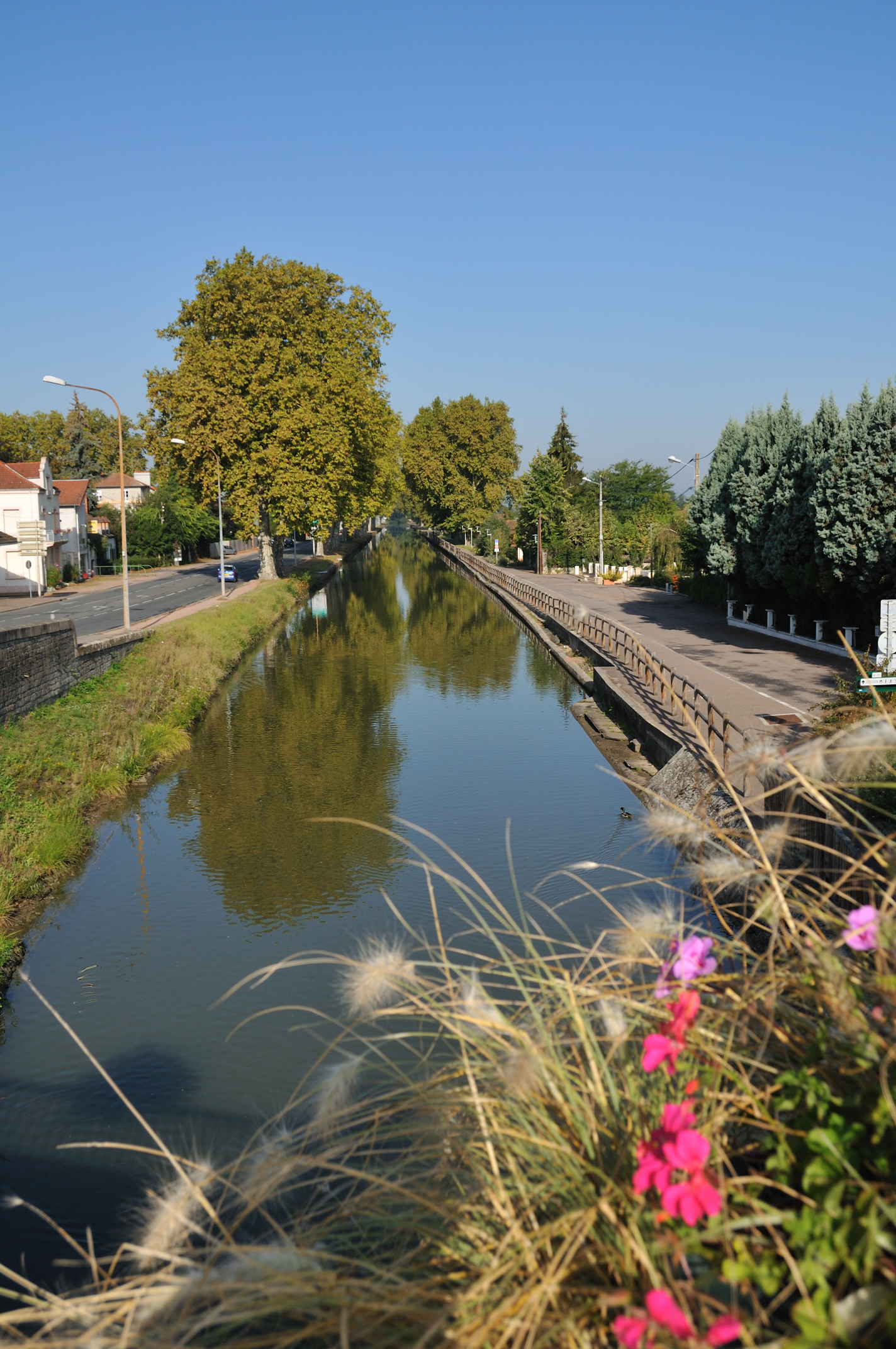
Canal du Centre.

#### Voies routières
L'accès se fait :
- en venant de l'est ou de l'ouest, par la RCEA (route Centre-Europe Atlantique / RN 79 / axe Mâcon-Moulins) - c'est à Paray-le-Monial qu'apparaissent les premiers panneaux indicateurs vers Genève en venant de l'ouest ;
- en venant du nord, par la RN 70 en provenance de Chalon-sur-Saône ;
- en venant du sud, par la RD 352 en provenance de Roanne ou la RD 34 en provenance du Brionnais.

Le viaduc de Volesvres emprunté par la RCEA/RN 79 franchissant le canal du Centre se situe à l'est de la commune.

#### Desserte ferroviaire

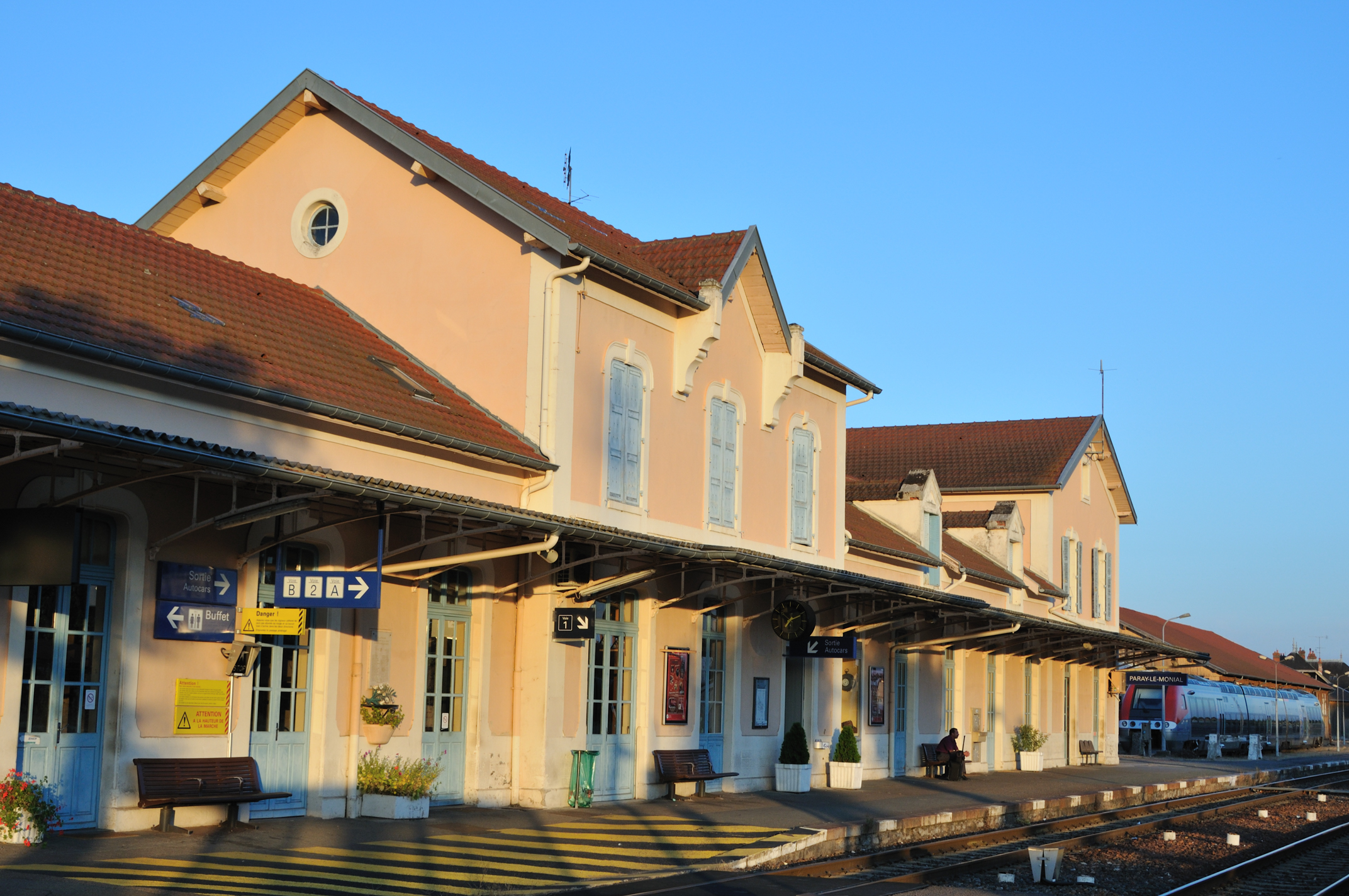
Gare SNCF de Paray-le-Monial.

La gare SNCF de Paray-le-Monial est un carrefour ferroviaire secondaire à l'écart de la liaison Lyon-Nantes ; elle est située sur :
- la ligne TER Lyon - Paray ;
- la ligne TER Dijon - Moulins (via Beaune, Montceau-les-Mines, Paray) ;
- l'ancienne ligne Roanne - Paray-le-Monial, aujourd'hui déferrée jusqu'à Pouilly-sous-Charlieu.

#### Transports en commun

Réseau du PLM.

##### Transports urbains
Depuis septembre 2008, un service de transports urbains nommé PLM dessert les différents quartiers et pôles d'activité de la ville, à raison d'un bus par heure de 7 h à 19 h. Trente-huit arrêts sont desservis par la seule ligne urbaine de l'agglomération.

##### Autocars
À l'échelle nationale, de décembre 2015 au printemps 2017, Paray-le-Monial a été desservie par une ligne Flixbus Nice-Digoin, passant par Lyon. Cette ligne n'existe plus.
À l'échelle départementale, Paray-le-Monial est desservie par une ligne du réseau Buscéphale, sous la responsabilité du conseil départemental de Saône-et-Loire, la ligne 9 (Digoin - Paray - Charolles - Cluny). Auparavant, cette même ligne 9 allait jusqu'à Mâcon. Pour se rendre à Mâcon, il est désormais nécessaire d'emprunter la ligne 7 (Châlon-sur-Saône -Mâcon) via la correspondance à Cluny.
On trouve aussi deux lignes de cars TER :
- les dessertes complémentaires à la ligne ferroviaire Paray - Lyon ;
- la ligne Le Creusot TGV - Paray - Roanne.

#### Transports doux

Tracé de l'EV6.

L'EuroVelo 6 ou EV6, également connue sous le nom d' « Eurovéloroute des Fleuves », est une véloroute de type EuroVelo qui traverse Paray-le-Monial en reliant Saint-Nazaire à Constanţa. C'est la plus célèbre véloroute européenne, longue de 3 653 km, elle traverse l'Europe d'ouest en est, de l'océan Atlantique à la mer Noire en passant par dix pays. Elle suit l'itinéraire de trois des plus grands fleuves européens : la Loire, le Rhin et le Danube.

## Toponymie
La ville doit vraisemblablement son nom à la pente très accentuée par laquelle on aborde le site de Paray, issu du latin médiéval Paredum. Comme il s'agit d'un lieu de retraite privilégié des moines de l'Ordre de Cluny au Moyen Âge, le complément « le-Monial » (monacorum) s'impose progressivement, de monachus (moine), dérivant l'adjectif monachalis, qui a donné l'adjectif monial.
Dans le contexte révolutionnaire de 1793, la ville simplifie son nom en Paray, à l'instar d'autres communes françaises dont le nom se rapportait à la religion ou à l'Ancien Régime.

## Politique et administration

### Tendances politiques et résultats

#### Élection présidentielle 2017
Les résultats de l'élection proviennent du ministère de l'intérieur.

##### Premier tour
6 536 inscrits, 5 156 votants (78,89 %), votes blancs et nuls : 2,45 %, exprimés : 4 996.
| candidat              | parti                         | %     |
| --------------------- | ----------------------------- | ----- |
| François Fillon       | Les Républicains              | 27,82 |
| Emmanuel Macron       | En marche !                   | 23,28 |
| Marine Le Pen         | Front national                | 17,47 |
| Jean-Luc Mélenchon    | La France insoumise           | 16,23 |
| Nicolas Dupont-Aignan | Debout la France              | 6,31  |
| Benoît Hamon          | Parti socialiste              | 5,08  |
| Jean Lassalle         | Résistons                     | 1,20  |
| Philippe Poutou       | Nouveau Parti anticapitaliste | 0,86  |
| François Asselineau   | Union populaire républicaine  | 0,78  |
| Nathalie Arthaud      | Lutte ouvrière                | 0,70  |
| Jacques Cheminade     | Solidarité et progrès         | 0.26  |

##### Deuxième tour
6 532 inscrits, 5 017 votants (76,81 %), votes blancs et nuls : 11,03 %, exprimés : 4 296.
| candidat        | parti          | %     |
| --------------- | -------------- | ----- |
| Emmanuel Macron | En marche !    | 66,69 |
| Marine Le Pen   | Front national | 33,31 |

#### Élections régionales 2015
Au second tour des élections régionales du 2015 le nombre d'électeurs inscrits est de 7 117 ; le nombre de votants de 3 747, soit un taux de participation de 49,89 %. Les votes blancs et nuls s'élèvent à 5,23 %. Marie-Guite Dufay appartenant à la liste d'Union de la gauche Notre région avance obtient 27,85 % soit 989 votes. Quant à Sophie Montel de la liste du Front national obtient 25,01 % des voix soit 888 votes. Enfin, François Sauvadet de la liste d'Union de la droite intitulée La région en grand possède 47,14 % des voix avec 1 674 votes.

#### Élections municipales 2014
Lors des élections municipales de mars 2014 le nombre d'électeurs inscrits est de 7 395, le nombre de votants de 4 148, soit un taux de participation de 56,09 %. Deux listes sont en présence. Celle conduite par Jean-Marc Nesme, divers droite, obtient 78,86 %, 2 955 votes ; celle de Chewki Mahrez, divers gauche, 21,13 %, 792 votes.

### Liste des maires
| Période                                  | Période              | Identité                       | Étiquette            | Qualité |
| ---------------------------------------- | -------------------- | ------------------------------ | -------------------- | --- |
| 14 novembre 1790                         | 8 septembre 1792     | Mathieu-Nicolas Bertucat       | Plaine               | Élu député à la Convention nationale (1792 → 1795) |
| Les données manquantes sont à compléter. |                      |                                |                      | |
| 1840                                     | 1868                 | Hyacinthe Maublanc de Chiseuil | Maj. dynastique      | Ancien officier de cavalerie Député de Saône-et-Loire (1863 → 1869) Conseiller général de Digoin (1842 → 1848) Conseiller général de Paray-le-Monial (1842 → 1870)                                                                            |
| Les données manquantes sont à compléter. |                      |                                |                      | |
| 1898                                     | 1924                 | Benoit Crétin                  | Rad.                 | Pharmacien Conseiller général de Paray-le-Monial (1900 → 1925) |
| 1er mai 1925                             | 12 août 1939 (décès) | Antoine Renard                 | SFIO                 | Sabotier Conseiller d'arrondissement (1928 → 1934) |
| Les données manquantes sont à compléter. |                      |                                |                      | |
| 1942                                     | 1944                 | Louis Desrichard               |                      | Menuisier |
| Les données manquantes sont à compléter. |                      |                                |                      | |
| ca. 1946                                 |                      | Antoine Mouterde               |                      | |
| mars 1965                                | mars 1971            | Ernest Carrier                 | Rad.                 | Industriel Conseiller général de Paray-le-Monial (1945 → 1973) |
| mars 1971                                | mars 1989            | Marcel-Alain Drapier           | DVD puis UDF         | Médecin Conseiller général de Paray-le-Monial (1973 → 2004) |
| mars 1989                                | En cours             | Jean-Marc Nesme                | UDF-PPDF puis UMP-LR | Cadre consulaire Député de Saône-et-Loire (2e circ.) (1988 → 1997 et 2002 → 2012) Conseiller régional de Bourgogne (1986 → 2002) Vice-président du conseil régional de Bourgogne (1992 → 2002) 4e vice-président du Grand Charolais (2017 → ) |

### Jumelages
Paray-le-Monial figure parmi les quinze premières communes de Saône-et-Loire à avoir établi — puis officialisé — des liens d'amitié avec une localité étrangère.
À ce jour, la ville a signé des accords de jumelage et de coopération avec :
- Bad Dürkheim (Allemagne) depuis 1966[30] ;
- Wells (Royaume-Uni) depuis 1979[31] ;
- Payerne (Suisse) depuis 1985[32] ;
- Bethléem (Palestine) depuis 2003[33] ;
- Shizuishan (Chine) depuis 2013[34].

## Population et société

### Démographie

#### Évolution démographique
L'évolution du nombre d'habitants est connue à travers les recensements de la population effectués dans la commune depuis 1793. Pour les communes de moins de 10 000 habitants, une enquête de recensement portant sur toute la population est réalisée tous les cinq ans, les populations de référence des années intermédiaires étant quant à elles estimées par interpolation ou extrapolation. Pour la commune, le premier recensement exhaustif entrant dans le cadre du nouveau dispositif a été réalisé en 2005.

En 2022, la commune comptait 9 256 habitants, en évolution de +1,05 % par rapport à 2016 (Saône-et-Loire : −1,06 %, France hors Mayotte : +2,11 %).
| 1793  | 1800  | 1806  | 1821  | 1831  | 1836  | 1841  | 1846  | 1851  |
| ----- | ----- | ----- | ----- | ----- | ----- | ----- | ----- | ----- |
| 2 635 | 2 848 | 2 898 | 3 090 | 3 019 | 3 486 | 3 384 | 3 524 | 3 481 |

| 1856  | 1861  | 1866  | 1872  | 1876  | 1881  | 1886  | 1891  | 1896  |
| ----- | ----- | ----- | ----- | ----- | ----- | ----- | ----- | ----- |
| 3 425 | 3 396 | 3 528 | 3 388 | 3 627 | 3 979 | 4 015 | 3 855 | 4 088 |

| 1901  | 1906  | 1911  | 1921  | 1926  | 1931  | 1936  | 1946  | 1954  |
| ----- | ----- | ----- | ----- | ----- | ----- | ----- | ----- | ----- |
| 4 362 | 4 431 | 4 814 | 5 302 | 6 469 | 7 135 | 7 794 | 7 770 | 8 499 |

| 1962  | 1968   | 1975   | 1982   | 1990  | 1999  | 2005  | 2006  | 2010  |
| ----- | ------ | ------ | ------ | ----- | ----- | ----- | ----- | ----- |
| 9 557 | 10 716 | 11 545 | 10 639 | 9 859 | 9 191 | 9 066 | 9 042 | 9 107 |

| 2015  | 2020  | 2022  | - | - | - | - | - | - |
| ----- | ----- | ----- | - | - | - | - | - | - |
| 9 201 | 9 218 | 9 256 | - | - | - | - | - | - |

#### Pyramide des âges
La population de la commune est relativement âgée. En 2018, le taux de personnes d'un âge inférieur à 30 ans s'élève à 26,7 %, soit en dessous de la moyenne départementale (30,4 %). À l'inverse, le taux de personnes d'âge supérieur à 60 ans est de 42,2 % la même année, alors qu'il est de 32,7 % au niveau départemental.
En 2018, la commune comptait 4 101 hommes pour 5 108 femmes, soit un taux de 55,47 % de femmes, largement supérieur au taux départemental (51,46 %).
Les pyramides des âges de la commune et du département s'établissent comme suit.
| Hommes | Classe d’âge | Femmes |
| ------ | ------------ | ------ |
| 1,9    | 90 ou +      | 5,4    |
| 12,9   | 75-89 ans    | 18,6   |
| 21,5   | 60-74 ans    | 22,9   |
| 18,7   | 45-59 ans    | 17,7   |
| 14,6   | 30-44 ans    | 11,5   |
| 15,7   | 15-29 ans    | 12,8   |
| 14,7   | 0-14 ans     | 11,0   |

| Hommes | Classe d’âge | Femmes |
| ------ | ------------ | ------ |
| 1      | 90 ou +      | 2,7    |
| 9,3    | 75-89 ans    | 12,5   |
| 20,7   | 60-74 ans    | 21,2   |
| 20,6   | 45-59 ans    | 20     |
| 16,5   | 30-44 ans    | 15,8   |
| 15,1   | 15-29 ans    | 12,8   |
| 16,7   | 0-14 ans     | 15     |

### Logements
Il existe, en 2013, 5 292 logements à Paray-le-Monial, 4 650 sont des résidences principales, 112 des résidences secondaires et 530 sont vacants. Le nombre de maisons est de 2 512 et celui des appartements de 2 552.

### Accès à internet
Paray fut l'une des premières villes à accéder à internet en Wi-Fi (ville "fonisée"). Depuis juin 2007, la ville installe des points Wi-Fi dans les bâtiments municipaux ainsi que dans les bâtiments partenaires équipés d'une connexion internet. Ce qui permet de se connecter gratuitement à partir d'un ordinateur portable, d'un smartphone ou d'une console de jeux portable.

### Enseignement
Paray-le-Monial compte sept écoles primaires (maternelles et élémentaires), deux collèges et trois lycées.

#### Écoles primaires
Parmi les écoles primaires, se trouvent : trois écoles maternelles publiques (Bellevue, Les Sables, Pré-des-Crèches-Paquier) et deux privées (Jeanne-d'Arc, Saint-Dominique-Savio) ; deux écoles élémentaires publiques (Bellevue Champs Seigneurs) et deux privées (Jeanne-d'Arc, Saint-Dominique-Savio).

#### Collèges
Il en existe deux, le collège René-Cassin collège général d'enseignement public et le collège Jeanne-d'Arc, collège d'enseignement général privé, sous contrat, il dispose d'un internat.

#### Lycées
Le lycée professionnel Astier est un établissement public, il comprend une « unité localisée pour l'inclusion scolaire » (Ulis) et dispose d'un internat. Les formations offertes conduisent au CAP ou au bac professionnel : CAP (maintenance des véhicules automobiles, menuisier, réparation d'ouvrages électriques) ; baccalauréat professionnel (aéronautique, aviation générale, maintenance véhicules, maintenance des équipements industriels). Le lycée est, depuis un arrêté du 8 septembre 2014 labellisé « lycée des métiers de la maintenance ».
Le lycée Jeanne-d'Arc (ensemble Scolaire La Salle) est un lycée général et technologique, privé, sous contrat, disposant d'un internat. Les classes terminales proposées sont : scientifique (S), littéraire (L) économique et sociale (ES), et STMG (sciences et technologies du management et de la gestion, spécialité mercatique). Il existe deux sections sportives (rugby et basket-ball) et une linguistique.
Le lycée Sacré-Cœur (ensemble Scolaire La Salle) est, un lycée professionnel et technologique privé, sous contrat. Les formations offertes sont : préparation aux CAP d'agent de sécurité, d'agent polyvalent de restauration, de maintenance des matériels agricoles ; aux baccalauréat professionnels d'accompagnement, soins et services à la personne à domicile ; d'accueil - relation clients et usagers ; commerce, commercialisation et services en restauration, cuisine, étude et définition de produits industriels. Brevet professionnel : Agent technique de prévention et de sécurité (statut : contrat de professionnalisation).
Formations post-bac (établissement privé Ensemble scolaire La Salle)
- BTS SPSSS Service et Prestations du Secteur Sanitaire et Social
- BTS MUC (Management des Unités Commerciales)
- BTS CPI (Conception des produits industriels)
- Classe Préparatoire « Travailleurs Sociaux »

Hors enseignement scolaire, une école d'enseignement religieux est implantée à Paray-le-Monial depuis 1987 : l'ESM-Paray.

### Sports
Les équipements sportifs comprennent un centre nautique (piscine couverte pour l'hiver et un centre nautique l'été).

### Lieux de culte

#### Généralités
Son pèlerinage ayant repris vigueur, Paray-le-Monial et sa basilique ont acquis un rayonnement national pour les fidèles catholiques. La ville est dotée d'anciens prieurés et couvents (section Lieux et monuments).
En sus des lieux de culte ordinaires, depuis 2014, des messes et offices, selon la forme tridentine du rite romain, sont célébrés en la chapelle Sainte-Marguerite-Marie du Sacré-Cœur  par la Fraternité sacerdotale Saint-Pie-X. Cet édifice était initialement un garage Renault qui fut transformé en chapelle, grâce à l'aide des capucins de Morgon. Ces derniers firent également don d'un maître-autel en marbre.

#### Pèlerinage
Au XVIIe siècle, le Christ est apparu à une religieuse, sainte Marguerite-Marie Alacoque, née dans un village environnant et religieuse dans le monastère de la Visitation. Au cours de trois grandes apparitions, il lui a présenté son cœur : « Voici ce cœur qui a tant aimé les hommes qu'il n'a rien épargné jusqu'à s'épuiser et se consommer pour leur témoigner son amour ; et pour reconnaissance je ne reçois de la plupart que des ingratitudes, par leurs irrévérences et leurs sacrilèges, et par les froideurs et les mépris qu'ils ont pour moi dans ce Sacrement d'amour ». Très vite, Marguerite-Marie reçoit le soutien et les conseils spirituels d'un jésuite, Claude La Colombière. De Paray-le-Monial, naît une immense dévotion, appelée le culte du Sacré-Cœur. Des pèlerinages naissent à Paray-le-Monial et des sanctuaires sont construits aux quatre coins du monde, le plus célèbre en France étant la basilique du Sacré-Cœur de Montmartre. Ce pèlerinage, qui avait semblé tomber dans un relatif oubli, connaît un grand succès.[réf. nécessaire] Le renouveau charismatique y fait sa première session en 1975, qui est poursuivie par de nombreuses rencontres animées par la communauté de l'Emmanuel, dont l'organisation de deux festivals chrétiens de niveau international en 1987 et 1988. Le pape Jean-Paul II y vient en pèlerinage le 5 octobre 1986. En 1986, Armand Le Bourgeois, évêque d'Autun, confie l'animation de ce lieu à la Communauté de l'Emmanuel. Le nombre de pèlerins ne cesse de grandir et des rassemblements se succèdent au cours de l'été mais aussi toute l'année. En 2016, environ 30 000 pèlerins sont accueillis à Paray-le-Monial.
C'est après être venus à Paray-le-Monial en 1989 que Cyprien et Daphrose Rugamba décident de créer la communauté de l'Emmanuel au Rwanda.

### Médias
Le siège du journal hebdomadaire d'information régionale La Renaissance se trouve au no 13 de la rue des Deux-Ponts.
Paray-le-Monial est en outre le siège d'une radio FM : Radio Espérance, qui a ses studios installés depuis 1991 au 22 de la rue de la Visitation.

## Économie et emplois

### Postes salariés
La tableau donne la part des postes salariés par secteur d'activité au 31 décembre 2014[réf. incomplète].
|                                                              | Total | %     | 1 à 9 salarié(s) | 10 à 19 salariés | 20 à 49 salariés | 50 à 99 salariés | 100 salariés ou + |
| ------------------------------------------------------------ | ----- | ----- | ---------------- | ---------------- | ---------------- | ---------------- | ----------------- |
| Ensemble                                                     | 4 220 | 100,0 | 1 011            | 476              | 882              | 496              | 1 355             |
| Agriculture, sylviculture et pêche                           | 1     | 0,0   | 1                | 0                | 0                | 0                | 0                 |
| Industrie                                                    | 201   | 4.8   | 76               | 51               | 74               | 0                | 0                 |
| Construction                                                 | 182   | 4.3   | 78               | 48               | 56               | 0                | 0                 |
| Commerce, transport, service divers                          | 1 596 | 37.8  | 752              | 255              | 164              | 200              | 225               |
| dont commerce et réparation automobile                       | 812   | 19.3  | 326              | 107              | 44               | 110              | 225               |
| Administration publique, enseignement, santé, action sociale | 2 240 | 53.1  | 104              | 122              | 588              | 296              | 1 130             |

### Catégories socioprofessionnelles des ménages
Le tableau renseigne les données selon la personne de référence. Les sources sont tirées de l'INSEE et datent de 2013.
| catégorie socio-professionnelle                   | nombre de ménages | %      | population des ménages | %      |
| ------------------------------------------------- | ----------------- | ------ | ---------------------- | ------ |
| Ensemble                                          | 4 640             | 100,00 | 8 419                  | 100,00 |
| Agriculteurs exploitants                          | 10                | 0,2    | 10                     | 0,4    |
| Artisans, commerçants, chefs d'entreprise         | 113               | 2,4    | 266                    | 3,2    |
| Cadres et professions intellectuelles supérieures | 281               | 6,1    | 655                    | 7,8    |
| Professions intermédiaires                        | 473               | 10,2   | 956                    | 11,4   |
| Employés                                          | 512               | 11,0   | 931                    | 11,1   |
| Ouvriers                                          | 675               | 14,5   | 1 635                  | 19,4   |
| Retraités                                         | 2 236             | 48,2   | 3 414                  | 40,6   |
| Autres personnes sans activité professionnelle    | 340               | 7,3    | 532                    | 6      |

### Production de carreaux en céramique
En 1877, Paul Charnoz, ingénieur chimiste, crée une entreprise de production de céramique à Paray-le-Monial. Né en 1845, marié en 1872, il travaillait antérieurement chez son père à Dresde (Saxe). Il choisit Paray-le-Monial parce qu’il trouve la ville accueillante et surtout à cause des carrières d'argile de grande qualité situées à proximité. Les sources d’énergie sont également proches avec les mines de Montceau-les-Mines. Les voies d'eau (canal du Centre) et le chemin de fer permettent d'assurer le transport. Paul Charnoz a mis au point des carreaux dessinés par incrustation dans l'épaisseur (donc pas seulement peints en surface). En 1886, une cinquantaine de personnes travaille dans l'entreprise. Le manque de rentabilité conduit, en 1891, à vendre l'entreprise à la société Utzscheinder-Jaunez. Ce nouveau propriétaire développe l'entreprise en l'industrialisant.
Durant la Première Guerre mondiale la situation devient difficile. La production est orientée vers les besoins de la défense nationale. Après la guerre, les affaires marchent bien, six usines fonctionnent. En 1921, l'entreprise prend le nom de CERABATI (Entreprise Générale de la Céramique du Bâtiment). La Seconde Guerre mondiale entraîne des difficultés importantes. L'entreprise repart et, en 1950, elle atteint son maximum en employant environ 900 personnes. Les évolutions techniques suivent avec la mécanisation des ateliers, avec les fours électriques se substituant aux fours à charbon ; elles assurent à l’entremise une bonne santé financière. Les difficultés arrivent à partir de 1976, avec l'augmentation du prix de l’énergie et une demande qui diminue. Au début des années 1990, Paray-Céramique se substitue à CERABATI. Au 31 décembre 2005, c'est la fin de l'activité.
Le musée Paul-Charnoz, créé en 1993, présente l'histoire de Paul Charnoz et de l’entreprise.
Les anciens bureaux de la société Cerabati accueillent l’association M’comme mosaïque, lieu d’exposition et de formation à la mosaïque contemporaine.

### Zones d'aménagements
À Paray-le-Monial, le parc d'activités au nord de la commune regroupe plusieurs secteurs : celui des Charmes situé sur la ZAC des Charmes et sur l'extension de la ZAC des Charmes ; le secteur du Champ Bossu, situé sur la ZAC extension du Champ Bossu.
La zone d'aménagement concertée des Charmes est une opération d'aménagement mixte (habitat individuel, activité économique et commerciale, secteur hospitalier). Lancée en 1998 par la ville de Paray-le-Monial et concédée à la SEMA (Société mixte d'aménagement), elle vise sur 20,5 hectares à implanter un centre hospitalier (72 600 m2), des activités commerciales (92 760 m2) et de l'habitat (45 600 m2).
L'extension Champ-Bossu a été mise en œuvre à compter de l'année 2000. Cette nouvelle opération d'aménagement à vocation d'activité économique et commerciale porte sur 8,89 ha (construction de 38 500 mètres carrés environ). Cette opération est concédée par la commune de Paray-le-Monial à la SEMA.
L'extension de la zone initiale a débuté en 2003 (fin prévisionnelle en 2025). Elle concerne 17 ha (habitat et activité).

### Tourisme

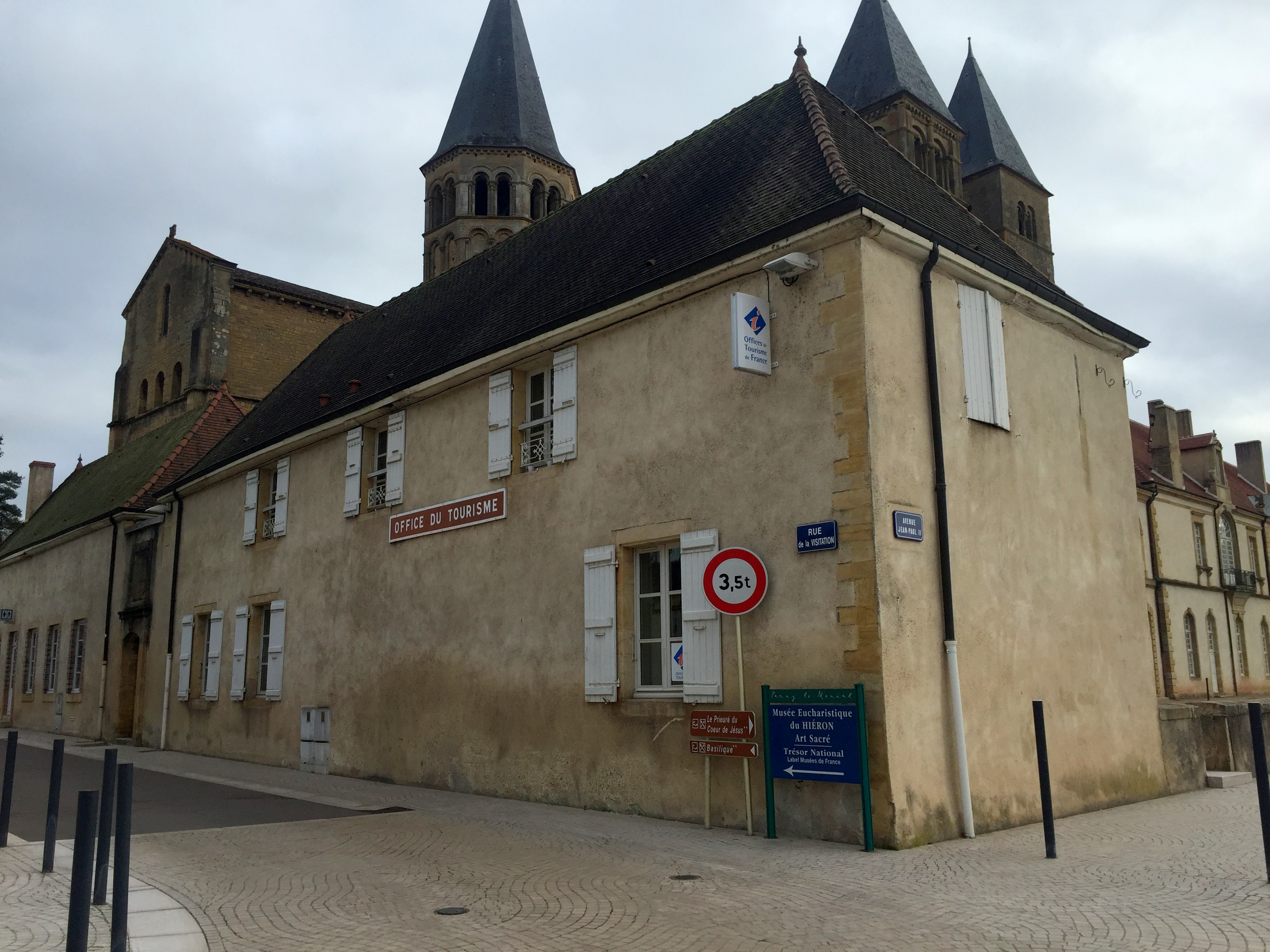
Office de Tourisme.

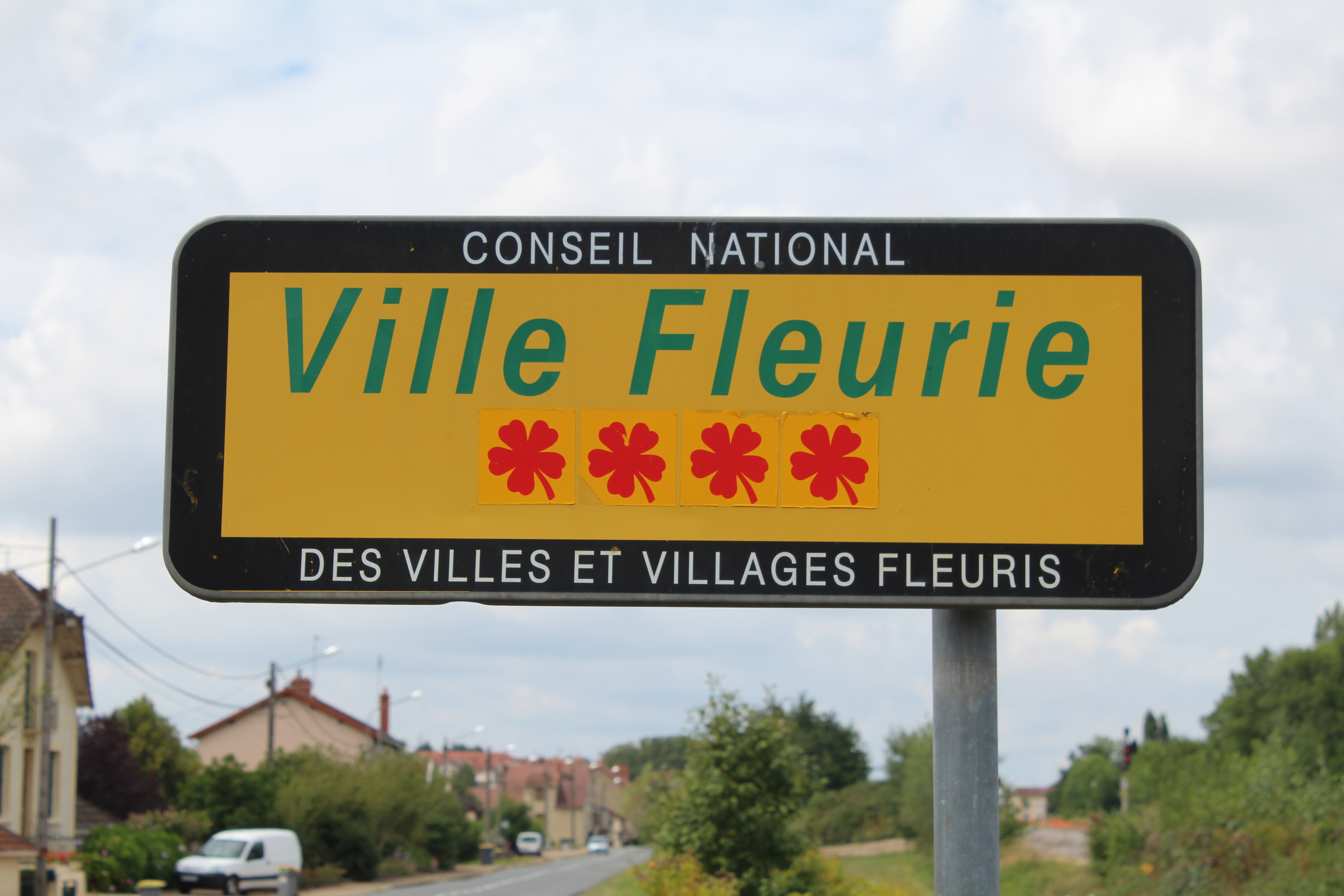
Paray-le-Monial est une ville fleurie récompensée de quatre fleurs.

Paray-le-Monial dispose d'un Office de tourisme. La ville est classée ville d'art et d'histoire. C'est aussi une Ville fleurie récompensée de quatre fleurs.
Il existe à Paray-le-Monial huit hôtels, dont trois ont deux étoiles (133 chambres), trois ont trois étoiles (88 chambres) et deux ne sont pas classés (111 chambres). Un terrain de camping quatre étoiles offre 157 places. Dans les communes voisines, il existe d'autres hôtels et des possibilités d'hébergement (chambres d'hôtes, camping).

## Culture locale et patrimoine

### Lieux et monuments
Parmi les monuments les plus importants :

#### Basilique du Sacré-Cœur de Paray-le-Monial
Le narthex date de la fin du XIe siècle, et l'église date du XIIe - XIVe, chef-d'œuvre de l'art roman, est le modèle le mieux conservé de l'architecture clunisienne en Bourgogne. L'église a été édifiée au XIIe siècle par Hugues de Semur, le plus important des abbés de Cluny. Le cloître est accolé à la basilique et possède un jardin d'inspiration médiévale. Une association, les Amis de la Basilique de Paray-le-Monial, a pour but de mettre en valeur la basilique et plus généralement l'art roman, en organisant notamment un colloque chaque année en octobre ;

Basilique du Sacré-Cœur
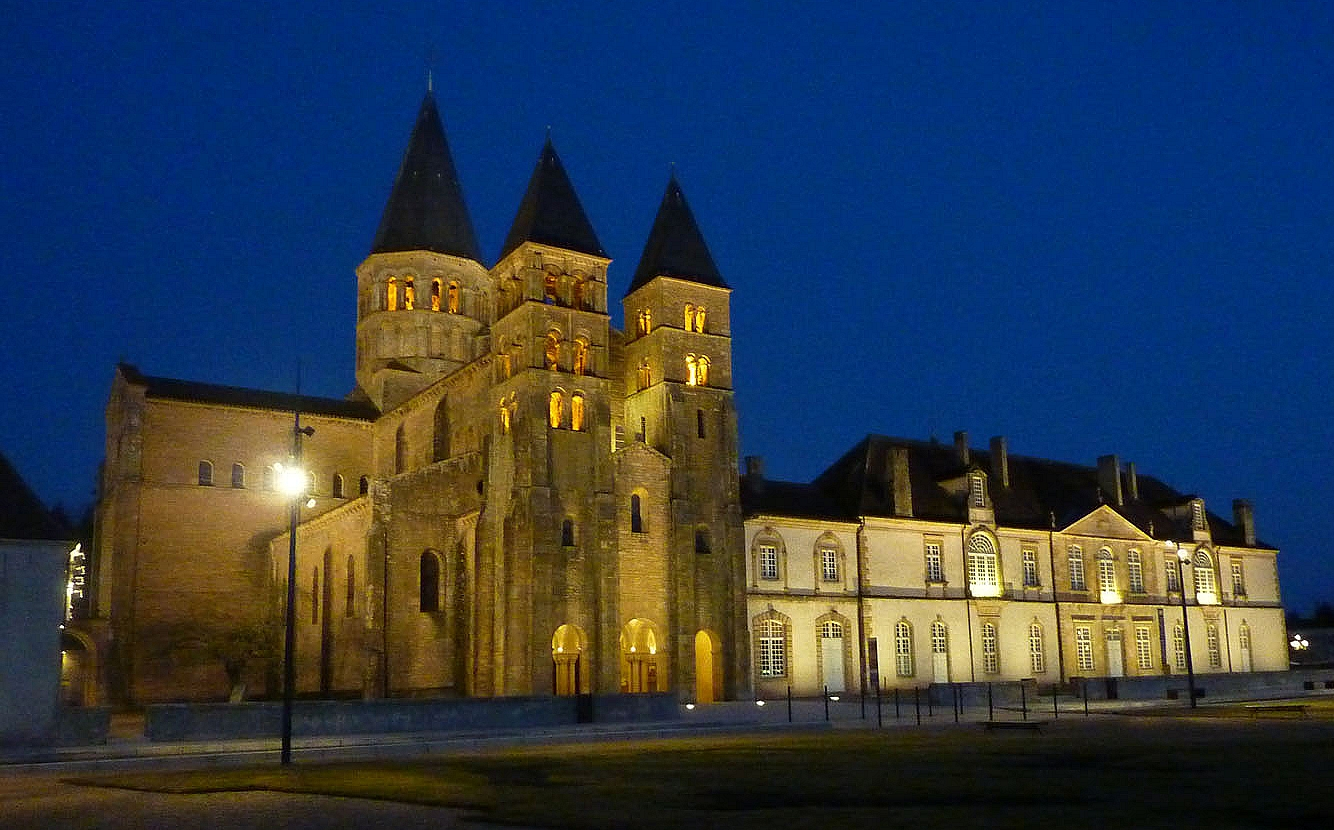
Basilique du Sacré-Cœur de nuit.
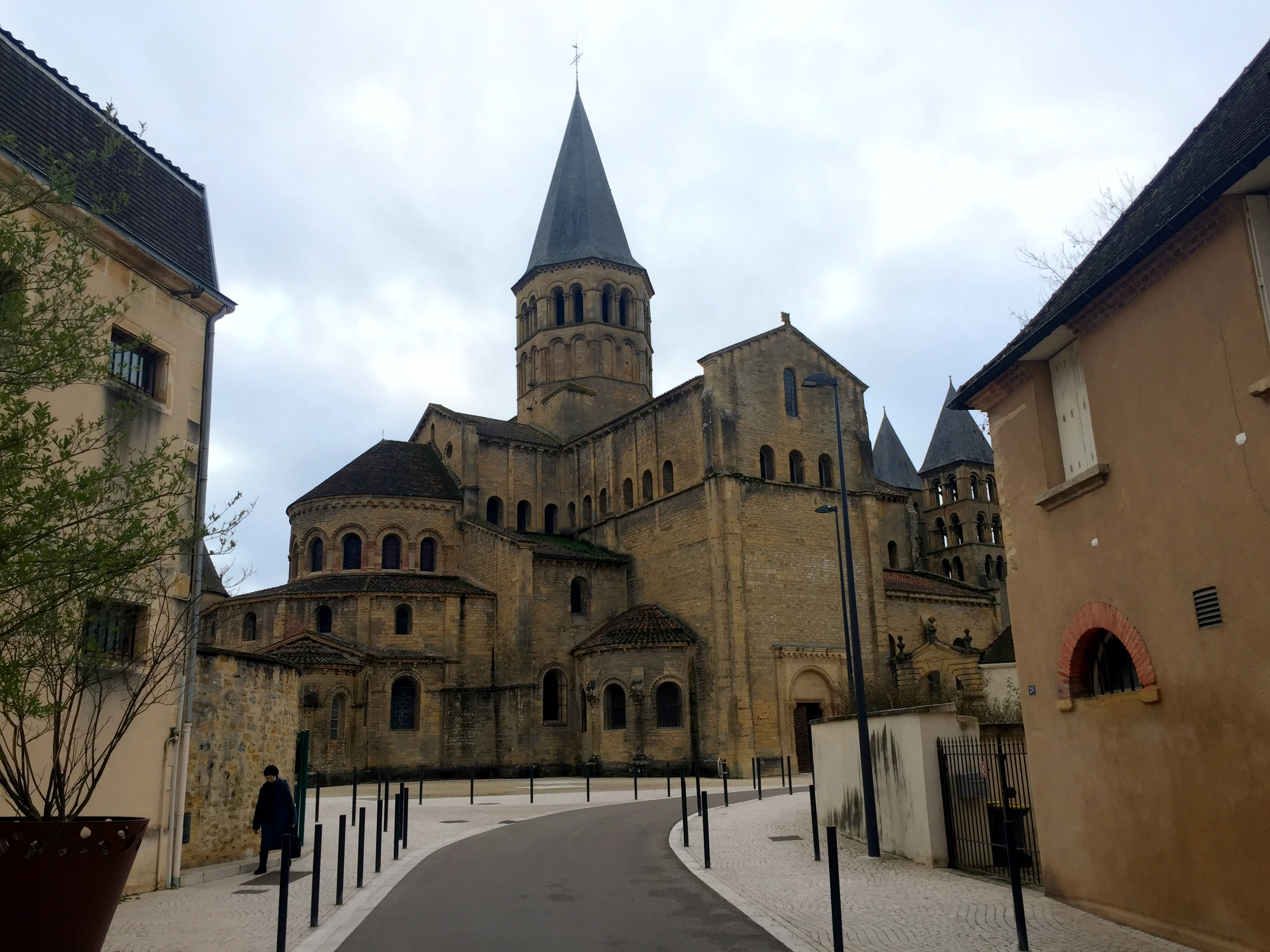
Basilique depuis le centre-ville.
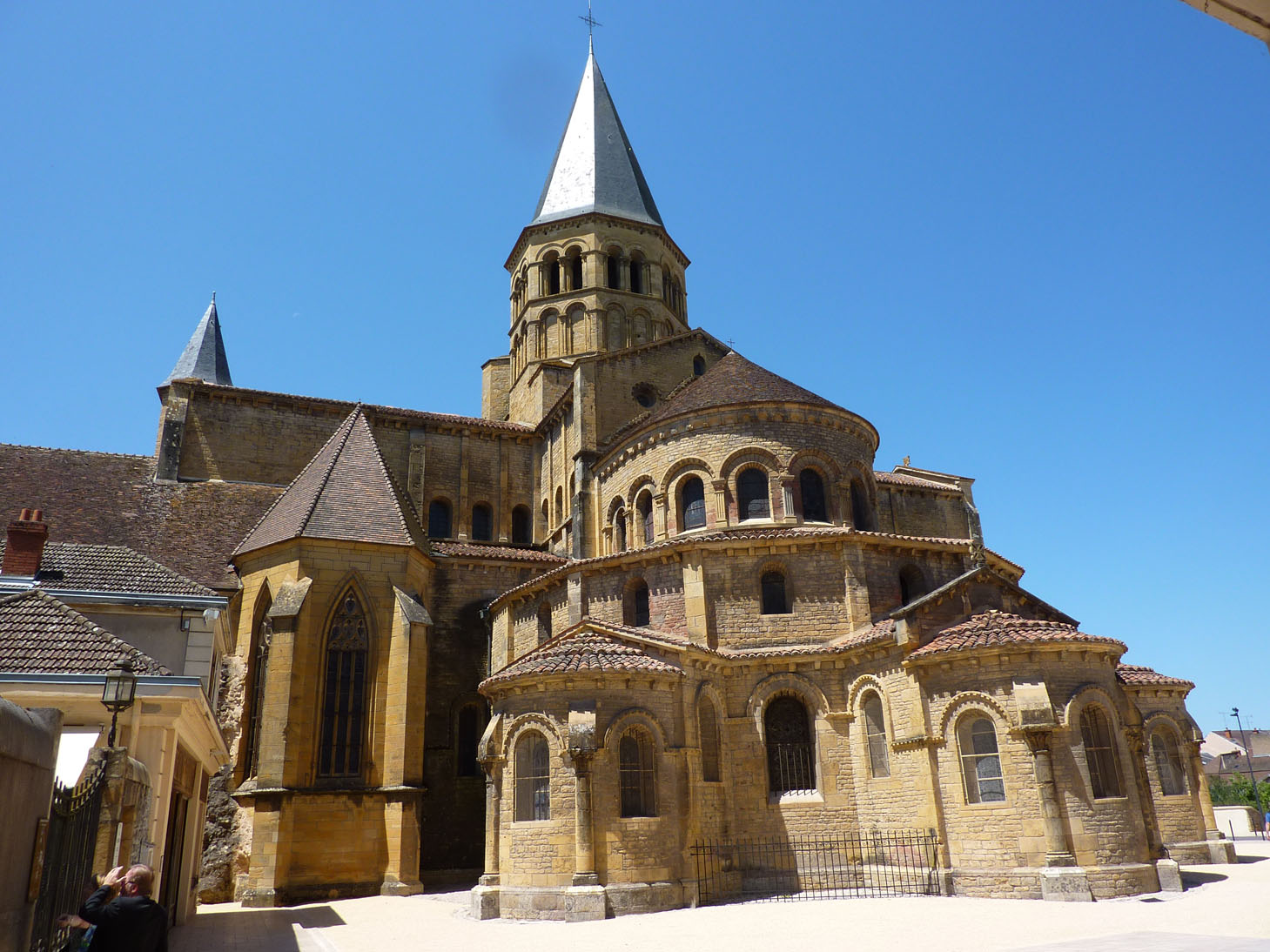
Le chevet de la basilique.
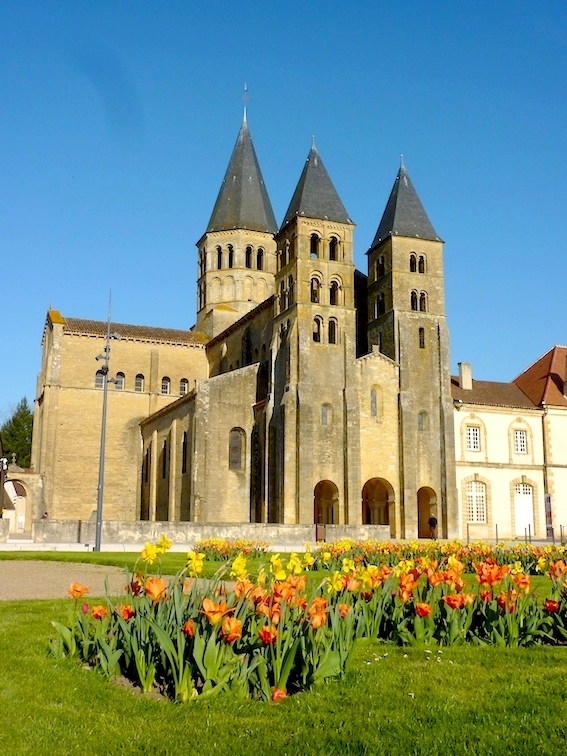
Basilique vue de face, côté Bourbince.

- le château du Doyenné ;

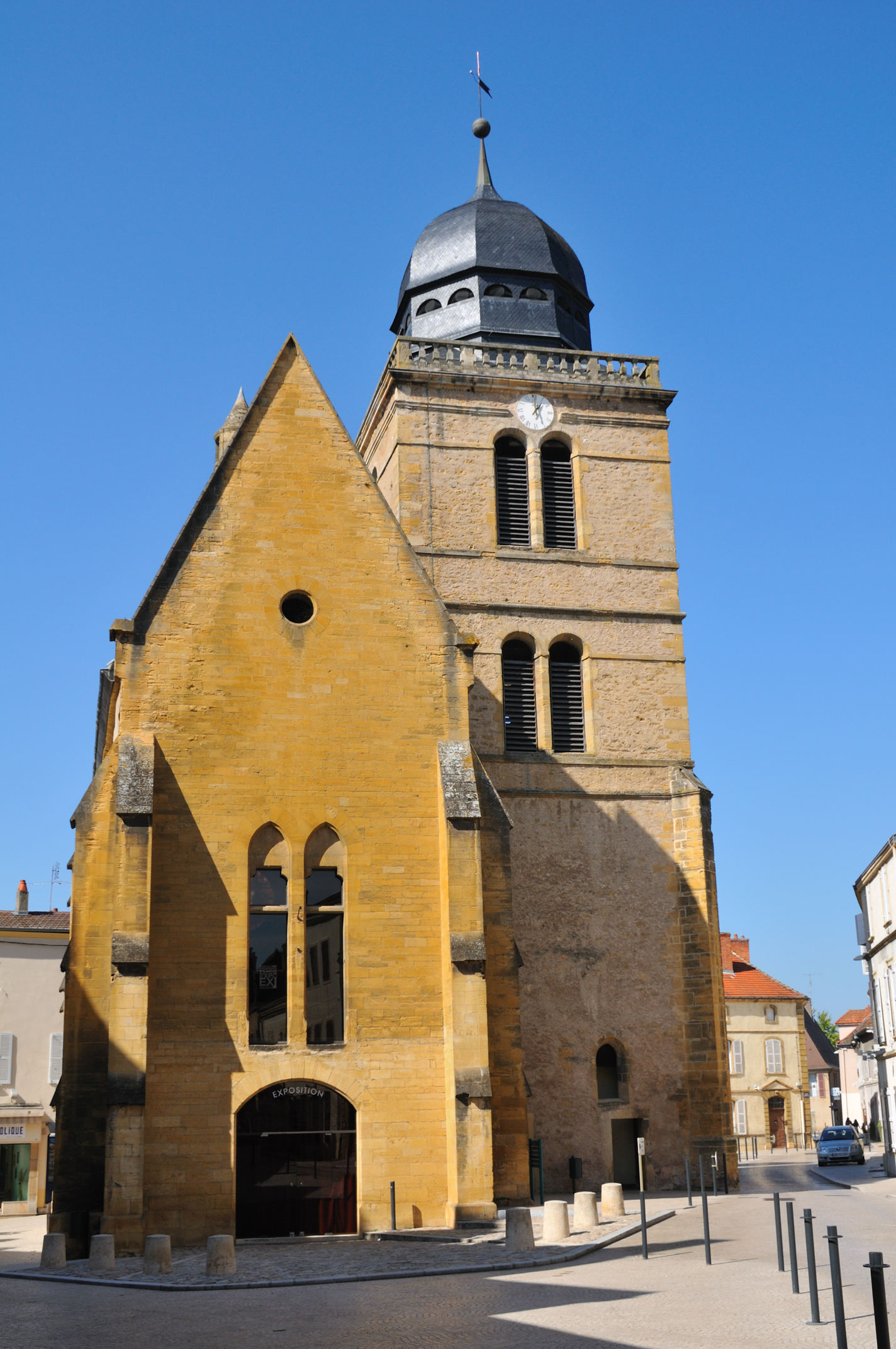
Tour Saint-Nicolas.

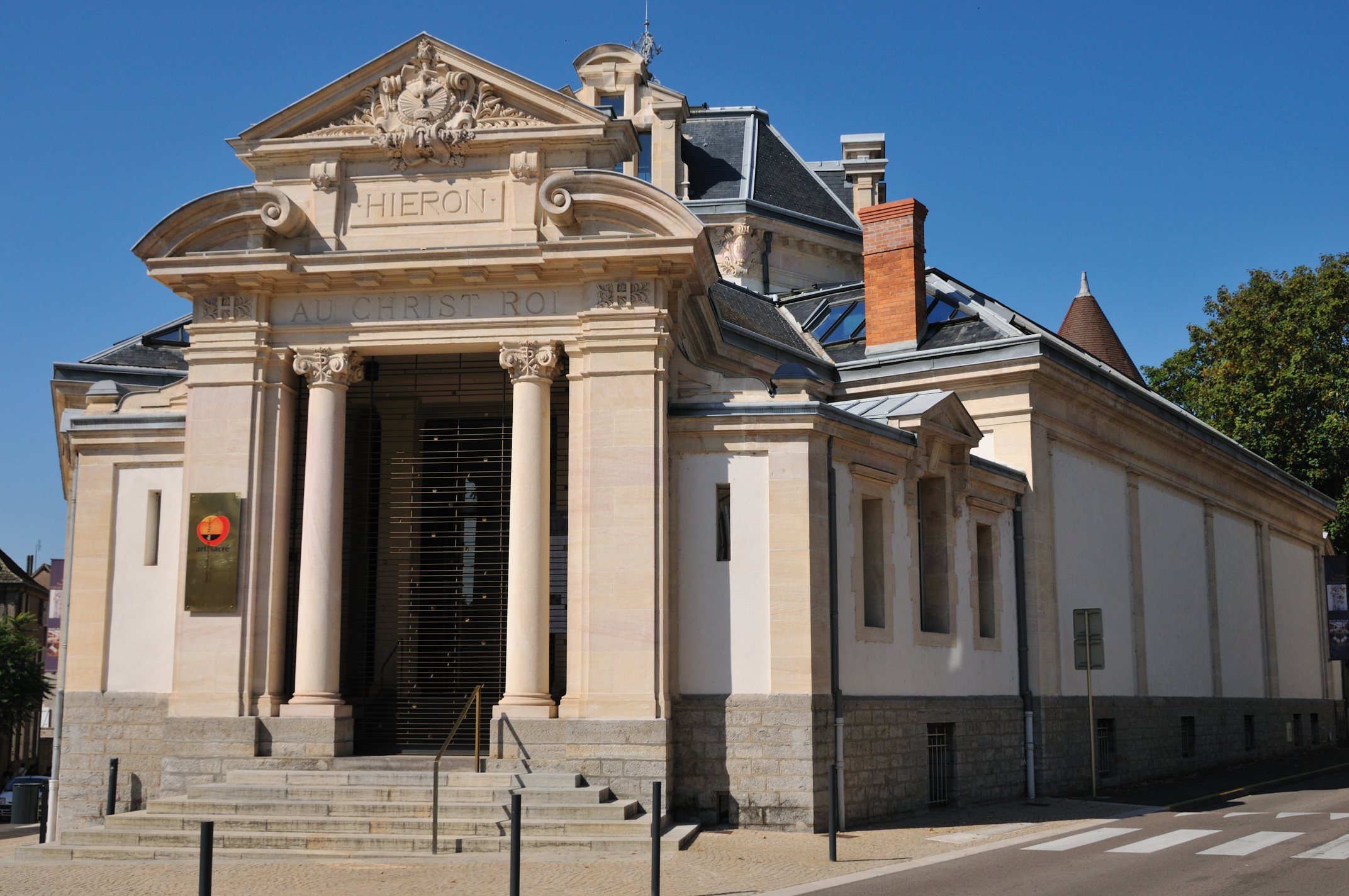
Musée eucharistique du Hiéron.

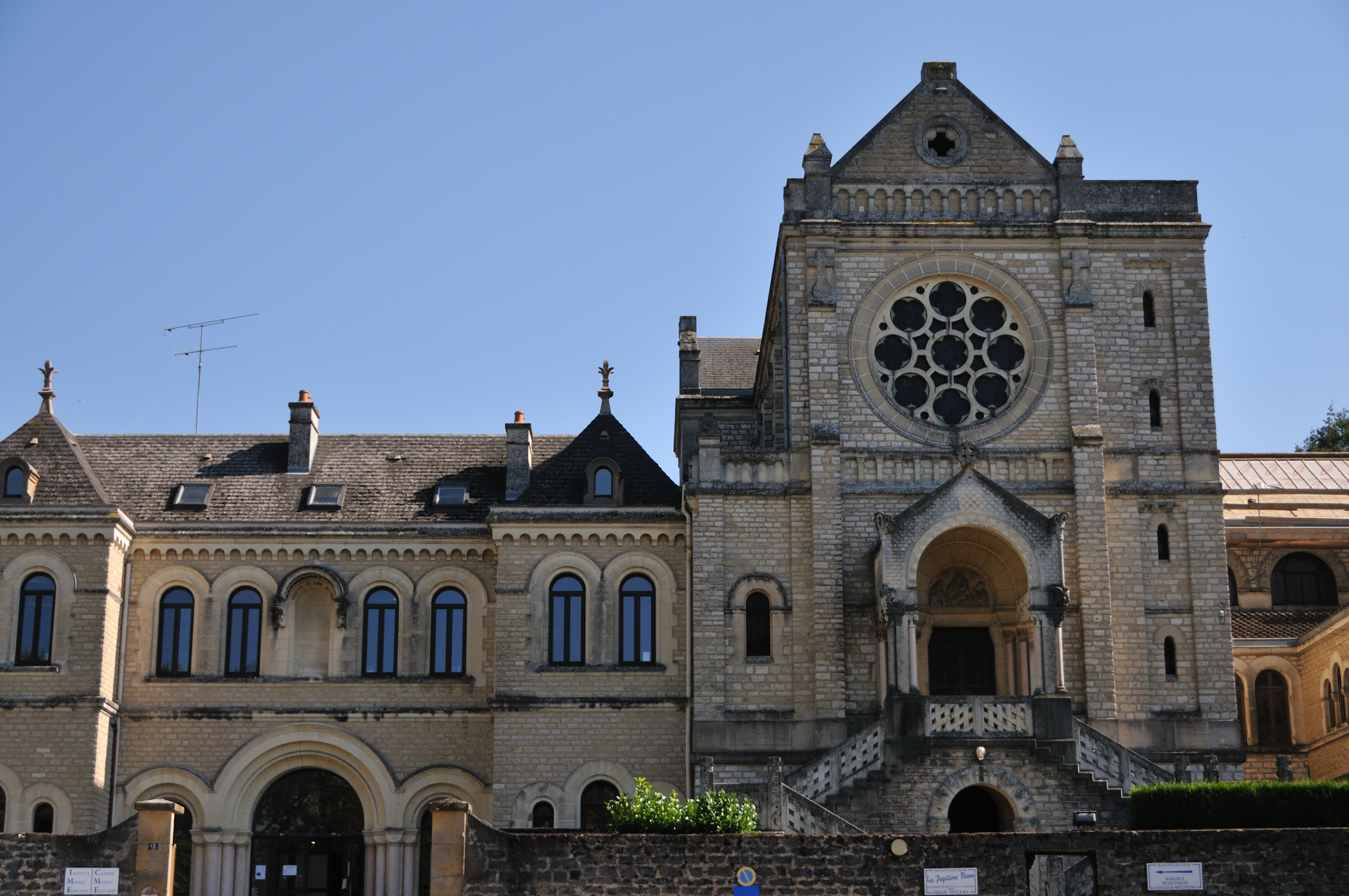
Le carmel de Paray-le-Monial.

- l'hôtel de ville, installé dans l'ancienne maison Jayet[67], présente une façade de style Renaissance construite entre 1525 et 1528 et plaquée sur des structures plus anciennes. La façade est constituée, verticalement, de sept bandeaux décoratifs successifs, qui font apparaître de nombreux médaillons sculptés, notamment les portraits de Pierre Jayet et de son épouse. Les balustres au-dessus de la porte, les coquilles décoratives et les putti musiciens sont influencés par l'art italien[68] ;
- la chapelle du monastère de la Visitation, construite en 1633, dite chapelle des Apparitions. C'est en ce lieu que la visitandine sainte Marguerite-Marie reçut les apparitions du Cœur de Jésus entre 1673 et 1675 ;
- la tour Saint-Nicolas (XVIe siècle), ancienne église paroissiale consacrée en 1535. Un clocher massif est ajouté vers 1549. La tourelle, perchée en encorbellement sur le pignon, porte le millésime de 1658. Elle fut réduite à son volume actuel au XIXe siècle. Au fil du temps, elle a connu diverses fonctions comme prison, corps de garde ou maison commune. Transformée en hôtel de ville à la Révolution, jusqu'en 1858, elle abrite aujourd'hui des expositions ;
- le musée eucharistique du Hiéron, classé musée de France. Ce musée est le plus ancien musée d'art sacré de France. Il a été édifié au XIXe siècle à l'initiative du jésuite Victor Drevon (1820-1880) et du baron Alexis de Sarachaga (1840-1918). Fermé pendant les années 1990, le musée a été entièrement rénové par la municipalité et a rouvert en 2005. Il présente aujourd'hui une riche collection d'œuvres d'art autour du thème de l'eucharistie : tableaux, sculptures, objets liturgiques. Un trésor national est venu enrichir ses collections : la Via Vitae ou « Chemin de vie » (1894-1904) de l'orfèvre parisien Joseph Chaumet ;
- le marché couvert, monument datant du début du XXe siècle, transformé en galerie marchande. La construction du marché couvert, terminé en 1901, est dû à Benoît Crétin, maire. Le marché mesure 37 mètres de long et 11 de large. Il se compose de huit fermes métalliques qui reposent sur des colonnes en fonte[69] ;
- plusieurs couvents : le monastère de la Visitation fondé en 1626, le monastère Sainte-Claire fondé en 1878, le Carmel fondé en 1901 et le monastère du Très-Saint-Rosaire, fondé en 1929, accueillant une communauté de moniales dominicaines affiliée à la fédération Notre-Dame des Prêcheurs ;
- la chapelle La Colombière : cette chapelle des jésuites, inscrite au titre des Monuments historiques en 2012[70], abrite les reliques de saint Claude La Colombière, directeur spirituel de sainte Marguerite-Marie. Elle fut érigée en 1929 par les jésuites peu de temps après la béatification du père La Colombière. D'apparence sobre, elle s'enrichit à l'intérieur de mosaïques et de vitraux réalisés par les frères Mauméjean. Les chapiteaux sont de Henri Charlier. Cette chapelle présente la particularité de disposer d'un orgue[71] ;
- le musée Paul-Charnoz, dit « musée de la céramique », regroupe les vestiges et témoignages sur l'activité de céramique industrielle de Paray-le-Monial. Une fresque et une rosace monumentale y sont présentées, fleurons de la céramique industrielle et décorative française, réalisées en carreaux dessinés par incrustation, Médaille d'Or et Hors Concours aux Expositions Universelles de Paris en 1889 et 1900 ;
- la Maison de la Mosaïque contemporaine : lieu culturel ouvert à tous, des expositions s'y succèdent tout au long de l'année. Une vidéo « La Mosaïque... quelle histoire ! » retrace l'histoire de la mosaïque, explique outils, matériaux et techniques et décrit les divers aspects de la mosaïque contemporaine ;
- le prieuré Notre-Dame, classé Monument historique.

La commune possède également plusieurs jardins et parcs :

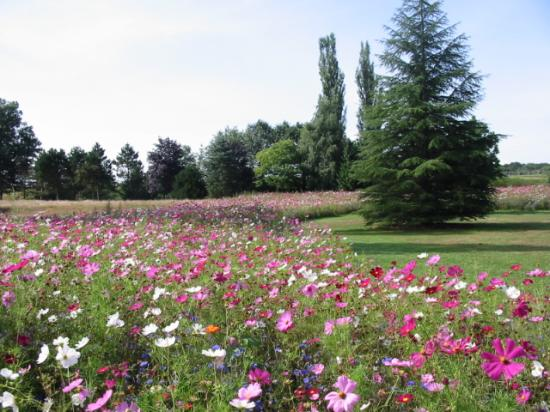
Parc du Moulin-Liron.

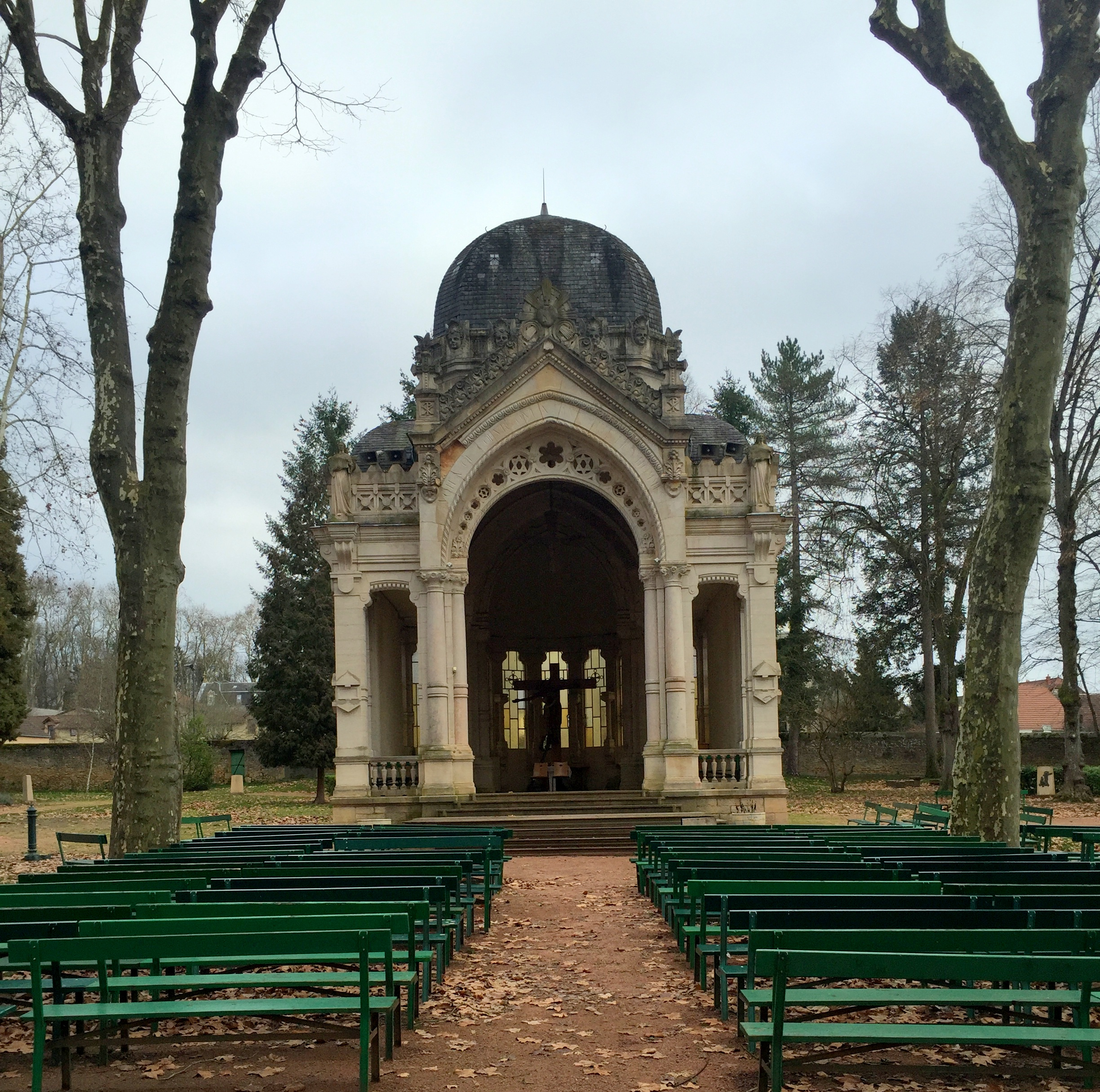
Dôme du parc des Chapelains.

- le jardin du cloître : il est situé dans l'ancien monastère qui accueillait jusqu'à la Révolution les moines clunisiens. La façade du prieuré présente les caractéristiques de l'art classique des XVIIe et XVIIIe siècles : fronton triangulaire avec les armes de Cluny, lucarnes, griffons et cartouches millésimés. Les larges galeries voûtées d'arêtes offraient aux moines un espace de prière, de méditation et de travail. Au centre, le jardin rappelle l'allure des jardins médiévaux ;
- le parc du Moulin-Liron : situé entre le canal du Centre et la Bourbince, le parc tient son nom d'un ancien moulin connu depuis le XVIe siècle. Au XVIIIe siècle il devient une « hostellerie » renommée, détruite lors de la construction du canal du Centre. Le parc de 15 ha. fut créé pour la venue du pape Jean-Paul II en 1986. Aujourd'hui près de 850 arbres et conifères jalonnent la promenade d'un kilomètre. Il inclut un parcours santé et se trouve au départ de la voie verte qui longe la Bourbince en offrant un cadre naturel et préservé ;
- le parc des Chapelains : en 1889, la maison des Chapelains est installée sur les fondations de l'ancien château des abbés de Cluny. Le parc fut créé pour accueillir les pèlerins depuis le bicentenaire des Apparitions en 1875. En 1890 on planta deux allées de platanes afin de former une croix et de créer une véritable cathédrale de verdure. Vers 1902, un dôme fut érigé en son centre, où les fêtes sont toujours célébrées. Cet espace de nature et de silence se trouve sur le côté Est de la basilique ;
- le jardin Saint-Hugues : il accueille plus de 500 rosiers, fleuris de mai jusqu'aux gelées ;
- le parc de Verneuil : ce parc accueille sous ses frondaisons des fleurs blanches en toutes saisons et est bordé de platanes qui forment une voûte majestueuse, souvent comparée à une cathédrale végétale ;
- le square du 19-Mars-1962 : ce square est orné d'une mosaïque commandée en 1997 par la ville aux membres de l'association Paul Charnoz. Ce décor mural, composé de 165 141 carreaux de grès céramique, présente le patrimoine architectural, industriel et économique de la ville : tour Saint-Nicolas, chemin de fer, canal, basilique, hôtel de ville, industrie céramique et élevage charolais ;
- le jardin de la Poste : dans ce jardinet trône une mosaïque représentant un paon faite en 2008 par « Mozaïsm », un groupement de jeunes artistes internationaux. Le paon a longtemps été l'emblème de la cité ;
- le jardin des bords de la Bourbince : ce jardin, planté d'arbustes variés à floraison blanche, offre une vue nouvelle sur la basilique. Chaque été les différentes variétés de plantes utilisées pour le fleurissement de la ville y sont présentées ;
- le jardin Émile-Debroise : ce jardin de pivoines, arbustives, hybrides ou herbacées, est dédié à Emile Debroise (1902-1992) ;
- les jardins de Bellevue et cités PLM : les cités PLM, premiers logements collectifs, ont marqué l'histoire de la ville. Situé au cœur de cette architecture des années 1930 ce « Jardin de jardins » s'inspire des jardins cheminots d'autrefois ou des jardins familiaux tout proches. Chaque jardin est associé à une couleur qui lui donne son identité: jaune, rouge, pêche/crème, orange, mauve, rose, violet, bleu et blanc. Chaque entrée est marquée par une pergola habillée de plantes grimpantes qui « annoncent la couleur ».

Vues de Paray-le-Monial
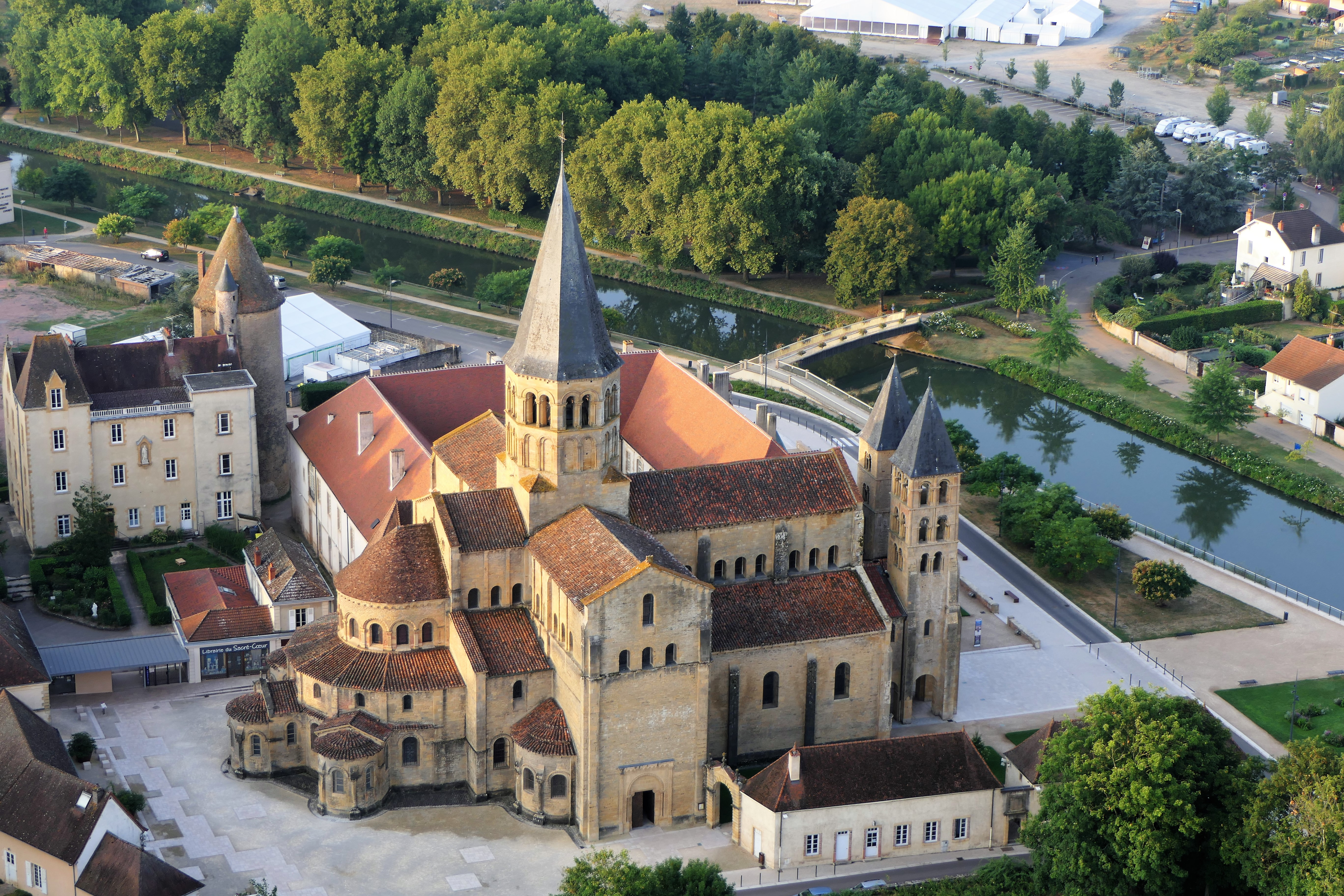
Vue aérienne de la basilique.
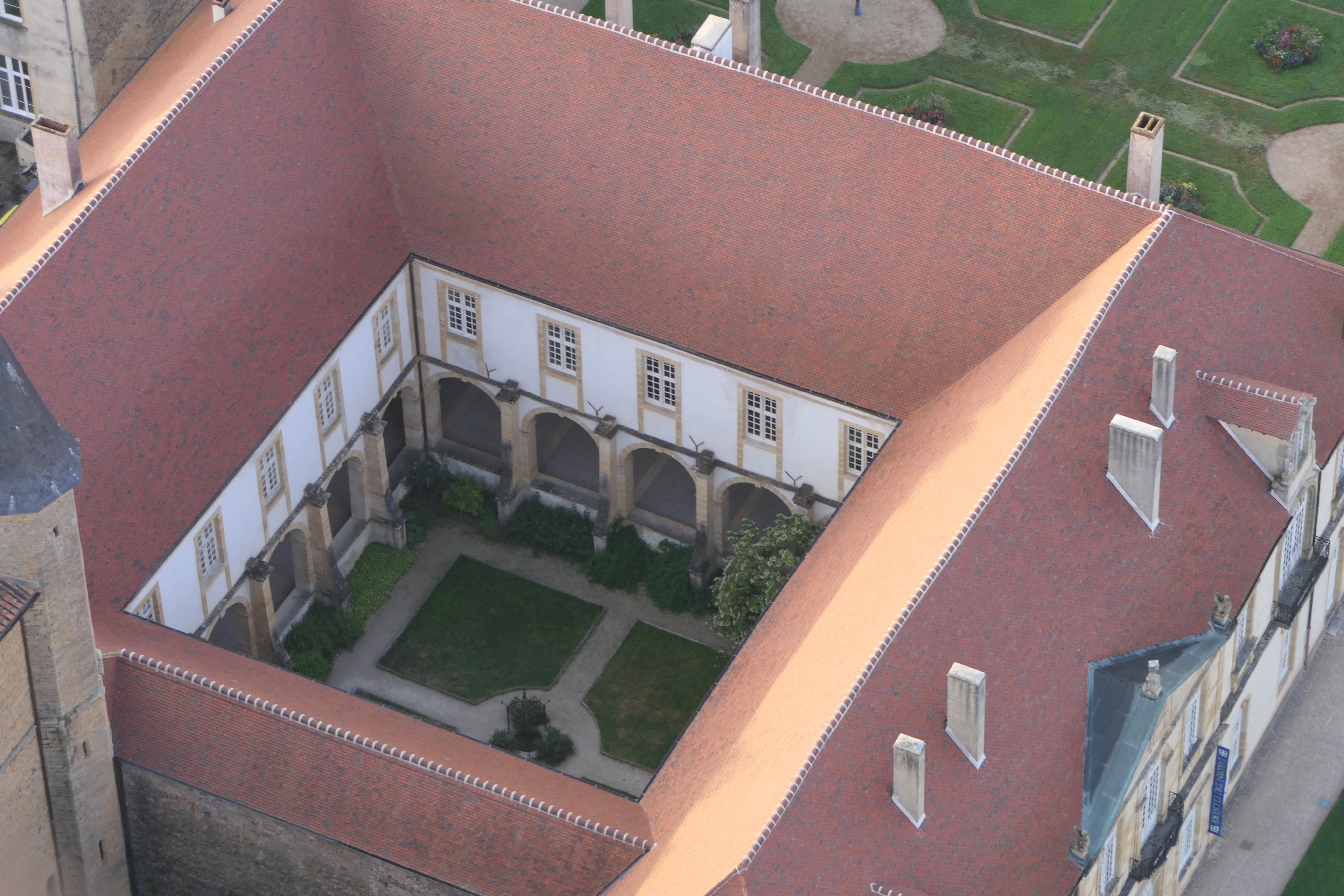
Vue aérienne du cloître du prieuré.
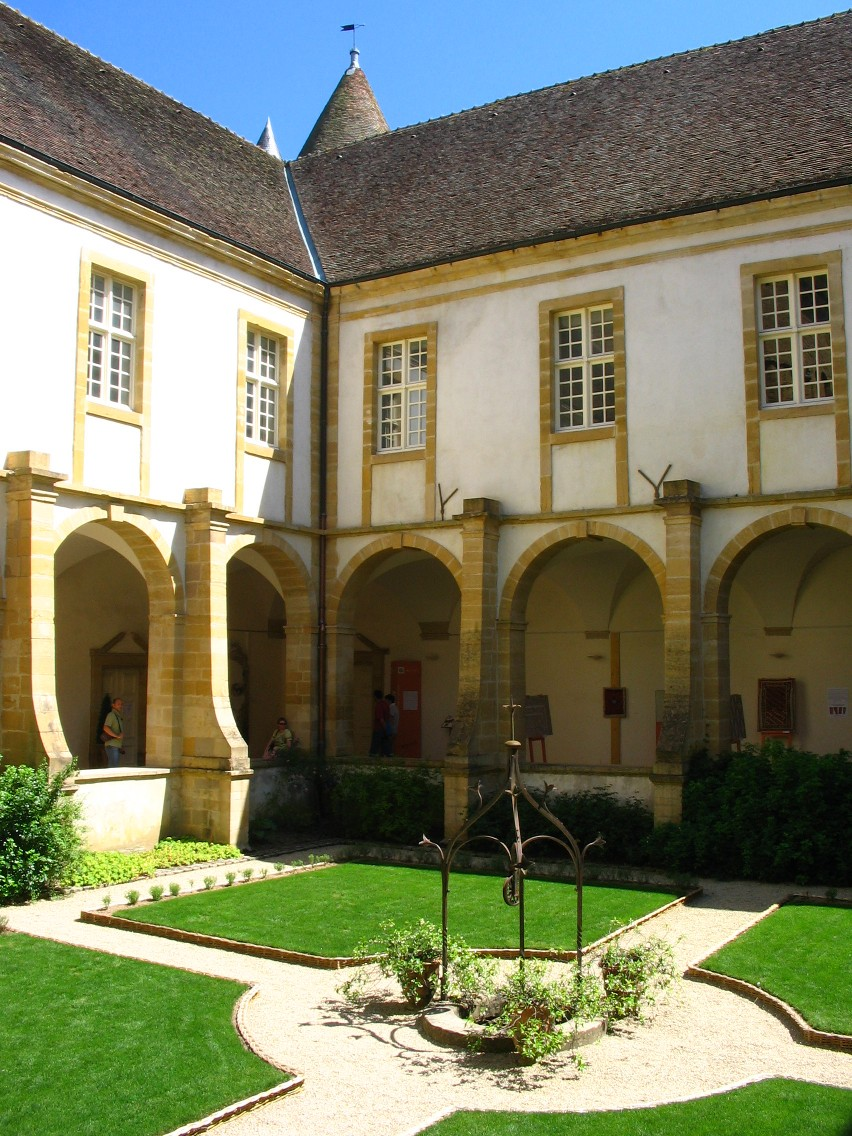
Cloître du prieuré.
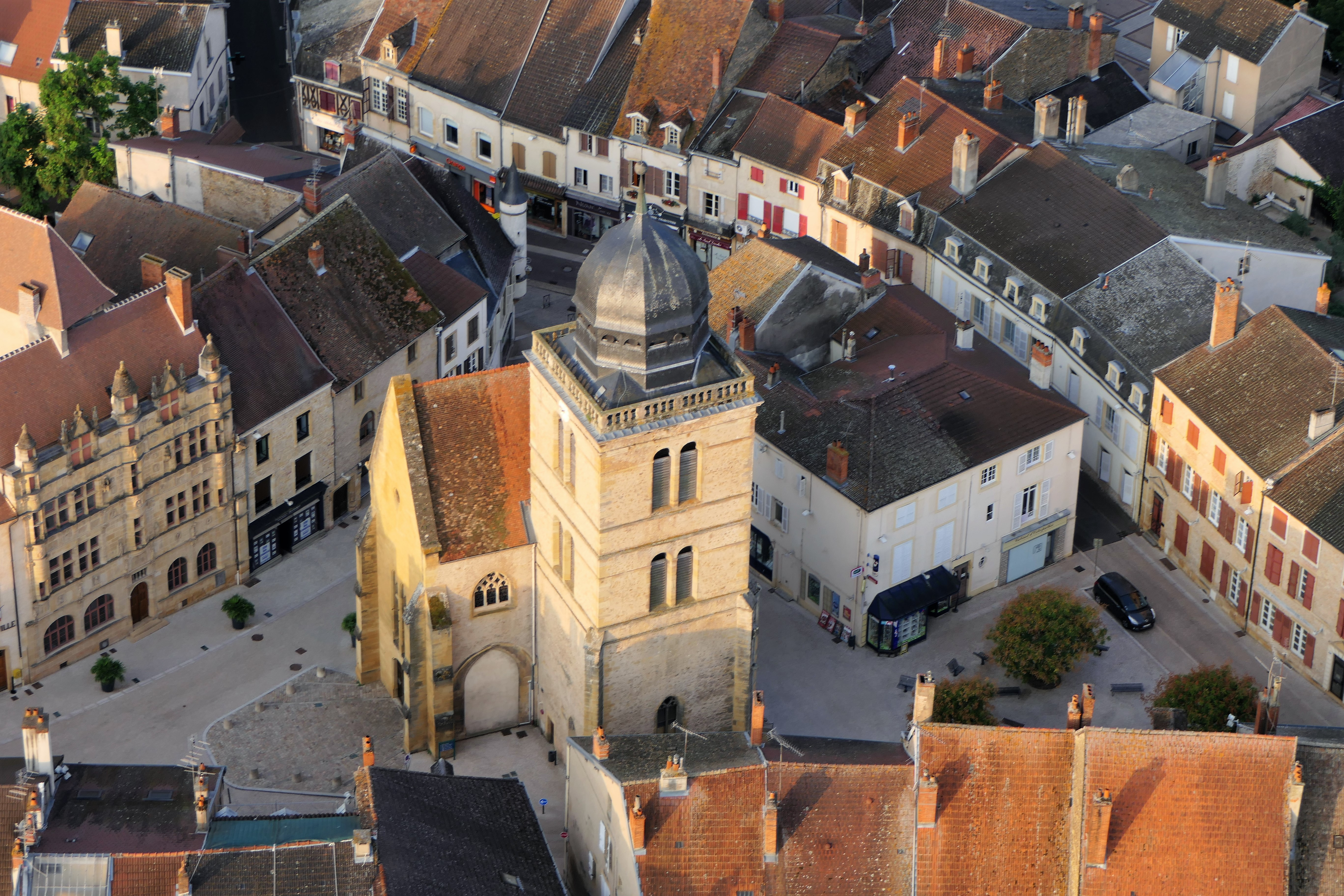
Vue aérienne du centre-ville.
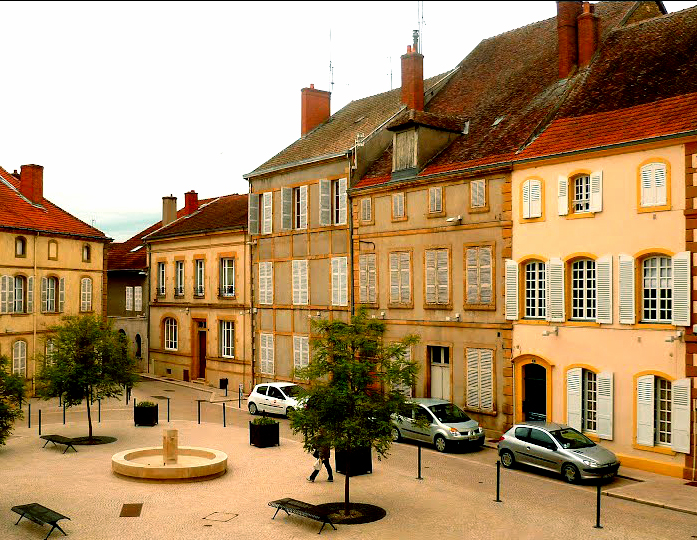
Place Lamartine et ses hôtels particuliers du XVIIIe siècle (familles Villedey de Faule, Arthuys de Charnisay, Cinquin-Lassarat des Murgers, de Guillermin).
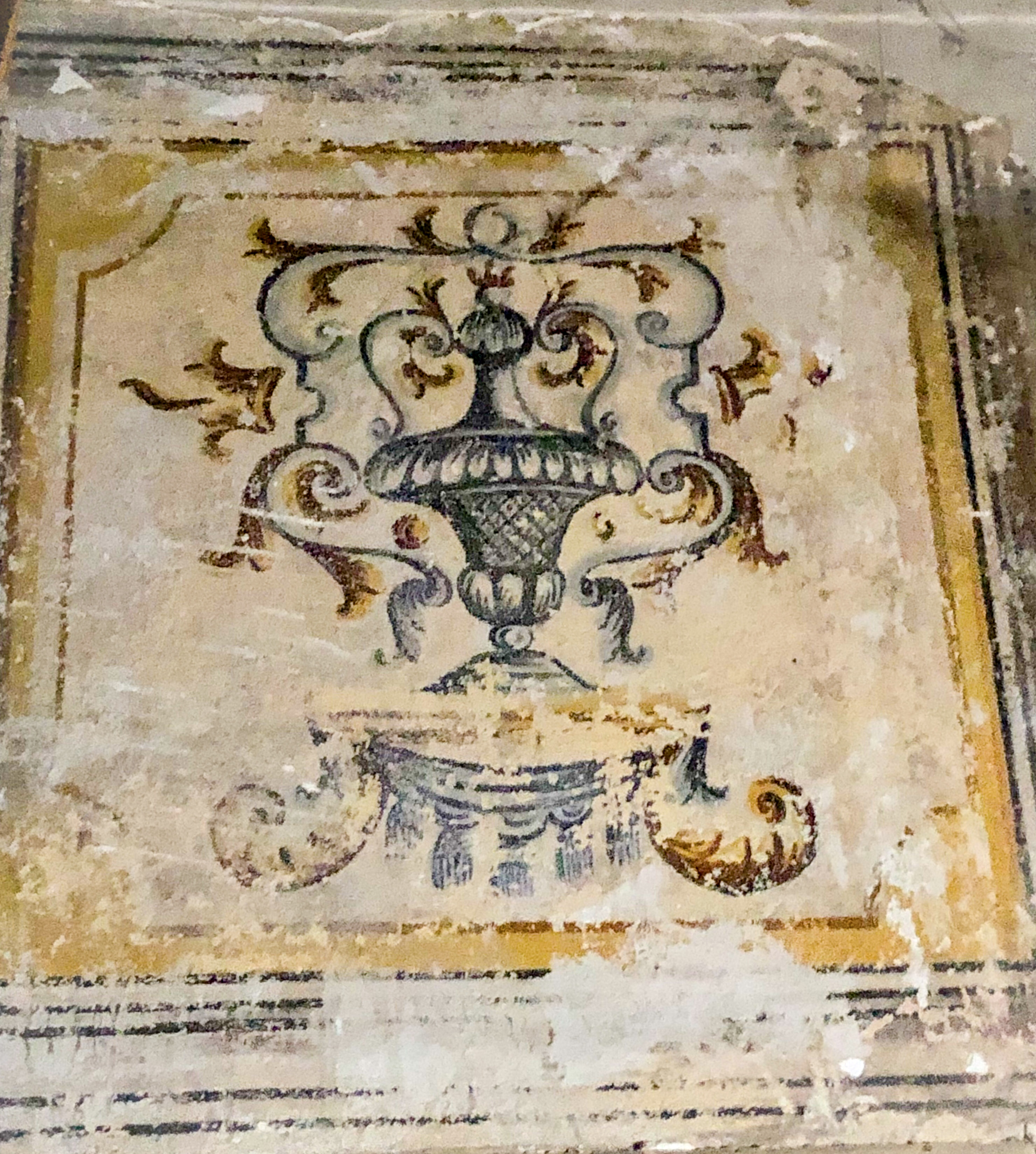
Fresque du XVIIIe siècle dans l'hôtel Cinquin-Lassarat des Murgers.

### Personnalités liées à la commune
Saints catholiques
- Marguerite-Marie Alacoque (1647-1690).
- Claude La Colombière (1641-1682).

Autres
- Pierre Jayet (1487-?) marchand drapier.
- Charles Guillaume Vial d'Alais (1749-1819), général de brigade et gouverneur de la Guyane.
- Henri Dameth (1812-1884), économiste né dans la commune.
- Joseph Bouglione (1904-1987), fondateur du cirque qui porte son nom.
- Émile Buisson (1902-1956), gangster.
- Jean-Marie (dit Marius) Chaumelin (1833-1889), directeur des douanes de Paris, écrivain, critique d'art.
- Christophe Deloire (1971-2024), journaliste.
- Gérard Ducarouge (1941-2015), ingénieur F1.
- Joseph-Daniel Guigniaut (1794-1876), helléniste.
- Alexandre Lapandry (1989), joueur de rugby.
- Jacqueline Maillan (1923-1992), comédienne francaise de théâtre de boulevard (La facture, Potiche, Folle Amanda, Le Retour au désert...), actrice de cinéma (Pouic-Pouic, Papy fait de la résistance...) et personnalité de la télévision (Top à Jacqueline Maillan, Les Grands Enfants...)
- Claude Petit (1763-1809), général des armées de la République, né dans la commune et mort au champ d'honneur à Presbourg.
- Dominique Rizet (1959), journaliste, présentateur sur BFMTV
- Andrée de Saint-Julien (1903-1995), présidente de l'Action catholique des milieux indépendants, ayant joué un grand rôle dans la Fédération sportive et culturelle de France.
- Bernard Thévenet (1948), champion cycliste (résidait à Paray lorsqu'il remporta le Tour de France).
- Richard Trivino (1977), footballeur.
- Léon-Benoit-Charles Thomas (1826-1894), cardinal, archevêque de Rouen.
- Bruno Totaro (1966), saxophoniste.
- Vincent Clerc (1981), rugbyman, père et grands-parents originaires de Paray.

### Héraldique
Blasonnement : D'or au paon rouant d'azur, l'aigrette de sable, allumé du même, becqué et membré de gueules.

## Pour approfondir